# 원피스 1기
일본 애니메이션 《원피스》 1기 '이스트 블루 편' (일본 DVD판 제목: 동쪽 바다 편)은 오다 에이치로의 원작 만화 1권~12권까지의 내용을 바탕으로 도에이 애니메이션이 제작하고 우다 고노스케가 감독한 시즌이다. 1999년 10월 20일부터 2001년 3월 14일까지 일본 후지 TV에서 처음 방송되었으며, 회차는 총 61회 (1화~61화)에 달한다.
이스트 블루 편에서는 원피스 세계관의 네 바다 중 하나인 이스트 블루에서 해적왕을 꿈꾸는 몽키 D. 루피가 전설 속의 대비보 '원피스'를 찾기 위해, 조로, 나미, 우솝, 상디를 동료로 받아들이며 밀짚모자 해적단을 결성하는 극초반부 내용을 담고 있다.
대한민국에서는 대원씨아이에서 판권을 확보, 2003년 5월 19일부터 공중파 KBS2에서 처음으로 더빙 방영하였다. KBS 더빙판은 투니버스 등 다른 방송사에서도 그대로 방영되다가, 2011년 3월 대원방송의 〈원피스 Original〉이란 무삭제판으로 재더빙되었다. 미국에서는 2004년 포키즈 엔터테인먼트에서 대대적인 검열을 거쳐 영어로 처음 더빙 방영하였으나 전체 방영분 가운데 18화를 제하는 등의 조정을 거쳤다. 무삭제 완전판은 2008년 퍼니메이션 엔터테인먼트에서 방영하였다.
이스트 블루 편에서 사용된 주제가는 오프닝곡 2곡, 엔딩곡 2곡으로 총 4곡이다. 첫번째 오프닝곡은 기타다니 히로시의 〈We Are!〉 (ウィーアー!)로 1화~47화에, 두번째 오프닝곡은 Folder5의 〈Believe〉로 48화~115화 (3기 알라바스타 편)에 사용되었다. 엔딩곡의 경우 첫번째 엔딩곡은 오오츠키 마키의 〈Memories〉가 1화~30화에, 〈RUN! RUN! RUN!〉이 31화~63화에 사용되었다. 대한민국에서는 2003년 KBS 더빙판 당시 오프닝곡으로 코요태의 〈우리의 꿈〉이, 엔딩곡으로 신지의 〈나를 너에게〉가 사용되었다.

## 회차 정보
| 동터오는 모험 시대 편 |    |                                                                                    |                   |                 |   |                  |                             |
| 1 | 1  | "나는야 루피, 해적왕이 될 거야!" "俺はルフィ! 海賊王になる男だ!"                   | 우다 코노스케     | 타케가미 준키   | - | 1999년 10월 20일 | 2003년 5월 19일 (이하 KBS2) |
| 유람선을 습격한 알비다 해적단. 해적단의 노예 코비는 바다에 띄워진 나무통을 발견하고, 알비다의 부하가 그 통을 열려는 순간 한 소년이 튀어나와 부하를 가격해 버린다. 이윽고 달려온 다른 부하들의 공격을 모두 막아낸 소년의 이름은 몽키 D. 루피. 배가 고픈 루피는 코비를 창고로 끌고 가서 사과를 먹어치우며 코비와 대화를 나눈다. 루피가 해적왕이 되겠다는 포부를 밝히자, 코비는 해군이 되는 꿈을 갖고 있었지만 알비다에게 납치되어 잡부로 일하는 신세임을 밝힌다. 이후 알비다와 부하들에게 포위된 루피는 악마의 열매 능력으로 탈출하는 동시에 선원들을 쓰러뜨린다. 루피는 고무고무 열매를 먹어 온몸이 고무처럼 늘어지는 능력을 지니고 있었다. 루피에게서 이곳을 탈출할 용기를 얻은 코비는 알비다를 도발하고, 분노한 알비다가 달려들지만 루피가 고무고무 피스톨로 알비다를 날려 버린다. 루피와 코비는 알비다 해적단의 조그만 배를 '빌려' 타고 바다로 나아간다. 루피는 앞서 이야기가 나왔던 해적 사냥꾼이 누구냐 묻고, 코비가 해군에게 잡혀 있다고 밝히자 자신의 동료로 만들어야겠다고 답한다. |    |                                                                                    |                   |                 |   |                  |                             |
| 2 | 2  | "대검객 등장, 해적 사냥꾼 롤로노아 조로!" "大剣豪現る! 海賊狩りロロノア・ゾロ"     | 나카무라 테츠하루 | 시마다 미치루   | - | 1999년 11월 17일 | 2003년 5월 26일             |
| 해적 사냥꾼이 있다는 해군지부에 도착한 루피와 코비. 그곳에서 루피는 형틀에 묶인 검객 롤로노아 조로를 발견한다. 이 때 리카라는 소녀가 나타나 굶고 있는 조로에게 주먹밥을 건네는데, 이것을 발견한 모건 대령의 아들 헤르메포가 리카를 쫓아내고 주먹밥을 발로 짓이겨 버린다. 루피는 조로에게 동료가 돼라고 제안하지만 조로는 거절하고, 그 대신 짓이겨진 주먹밥을 달라 한 뒤 맛있게 먹는다. 루피가 이 소식을 전해주자 기뻐한 리카는, 헤르메포가 애완 늑대를 끌고 리카네 술집의 사람들을 위협하다가 조로가 나서 쓰러뜨리는 바람에 벌을 받게 되었다고 밝힌다. 조로가 한 달동안 음식도 물도 없이 묶인 채로 살아남는다면 리카와 어머니를 용서해주기로 헤르메포와 약속한 것이었다. 그러나 헤르메포는 약속을 무시하고 다음날 조로를 처형하겠다고 밝힌다. 그 말을 들은 루피가 헤르메포에게 주먹을 날리자, 헤르메포는 아버지에게 이르러 간다. 루피는 조로의 검을 되찾기 위해 기지 안으로 향하고, 코비는 조로를 묶은 밧줄을 풀며 헤르메포가 당신을 속이고 있는 것이라고 알려준다. 이 때 나타난 모건 대령은 두 사람 모두에게 즉결 처형을 선고하고, 해군 병사들이 총격을 가하지만 루피가 기지에서 뛰어내려 고무로 된 몸으로 대신 맞은 뒤에 총알을 모조리 튕겨내 버린다. |    |                                                                                    |                   |                 |   |                  |                             |
| 3 | 3  | "루피 VS 모건! 루피 해적단 출범!" "モーガンVSルフィ! 謎の美少女は誰?"              | 키도타 히데히코   | 시마다 미치루   | - | 1999년 11월 17일 | 2003년 5월 27일             |
| 루피는 동료가 되어준다는 조건으로 조로에게 압수당한 검 세 자루를 건넨다. 곧바로 삼검술 실력을 보여준 조로와 함께 루피는 모건 대령과 전투를 벌인다. 하지만 모건의 공격은 전부 실패하고 루피는 모건을 쓰러뜨린다. 헤르메포는 코비를 인질 삼아 협박하지만, 코비는 자신이 죽더라도 루피의 꿈을 가로막지는 않겠다고 밝힌다. 루피는 헤르메포에게 주먹을 날리고, 그 뒤를 노리고 달려드는 모건 대령에게 조로가 마지막 일격을 가한다. 모건이 완전히 쓰러지자 해군 병사들은 기뻐하며 무기를 내려놓는다. 루피와 조로, 코비는 마을 식당에서 리카와 엄마를 만난다. 그런데 이 때 해군 장교가 들어와 루피와 조로는 해적이므로 이 섬을 즉시 떠날 것을 명한다. 장교가 코비에게 루피와 한패냐고 묻자, 루피는 일부러 코비가 알비다 해적단에 있었다는 사실을 밝히기 시작한다. 이에 코비는 루피에게 주먹을 날리고, 장교는 코비가 한패가 아님을 확인한다. 해군에 들어가고 싶은 자신의 꿈을 위해 루피가 용기를 북돋아줬음을 깨달은 코비는 루피에게 고마움을 느낀다. 해군 입대 의사를 밝힌 코비와 해군지부 병사들은 배를 타고 떠나는 루피와 조로를 마중을 나가며 마을을 구한 두 사람에게 경의를 표한다. 코비는 해군이라면 반드시 해적을 마주할 것이므로 언젠가 루피를 다시 만날 것이라 맹세한다. |    |                                                                                    |                   |                 |   |                  |                             |
| 4 | 4  | "루피의 과거! 붉은 머리 샹크스 등장!" "ルフィの過去! 赤髪のシャンクス登場"         | 사카이 무네히사   | 타카기 마사유키 | - | 1999년 12월 8일  | 2003년 6월 2일              |
| 루피의 회상으로 진행되는 에피소드. 일곱 살 꼬마 루피는 붉은머리 해적단의 두목 샹크스와 부하 선원이 모여 있는 술집에 앉아 자신도 바다로 데려가 달라고 애원한다. 샹크스는 너 같은 꼬맹이가 무슨 해적이냐며 거절한다. 이 때 산적 히그마가 들어와 술을 찾는데, 붉은머리 해적단이 비워버린 직후였다. 샹크스는 마지막 남은 한 병을 건네지만, 히그마는 그 술병을 부숴 버리고 샹크스를 모욕한다. 히그마가 술집을 떠나고 샹크스와 선원들은 험악한 상황을 웃어넘겨 보려 하지만, 루피는 샹크스에게 어째서 아무런 대꾸도 하지 못했냐며 화를 낸다. 너무 화가 난 나머지 바 위에 올려져 있던 샹크스의 보라색 열매를 먹어 버리는데, 이를 안 샹크스가 기겁하며 열매를 뱉어내게 하지만 이미 때는 늦어 버렸다. 샹크스는 루피에게 방금 네가 먹은 것은 악마의 열매이며 이제 고무인간이 되어 다시는 수영을 할 수 없다고 밝힌다. 이후 루피는 산적들과 다시 마주쳐 시비가 걸린다. 샹크스와 부하들이 루피에게 달려가 순식간에 히그마의 부하들을 해치우지만, 겁에 질린 히그마가 연막탄을 던지고 루피를 배에 태워 바다로 탈출한다. 그리고서 수영을 할 수 없게 된 루피를 바다에 던지며 마음껏 비웃는다. 그 때 히그마의 뒤로 거대한 해왕류가 나타나 그를 통째로 삼켜 버린다. 해왕류가 루피를 잡아먹으려는 순간 샹크스가 뛰어들어 루피를 구한 다음 해왕류를 쏘아보며 물러나게 한다. 루피는 무사했지만 샹크스의 상태를 보고서 오열하는데, 알고 보니 샹크스의 한쪽 팔이 해왕류에게 잡아먹히고 말았다. 샹크스는 루피가 무사하다면 됐다며 루피를 달랜다. 시간이 흐르고 루피가 사는 후샤 마을을 떠나려는 붉은머리 해적단. 루피는 스스로의 힘으로 해적이 되기로 결심하고, 언젠가 샹크스와 대적할 만큼 강한 동료들을 모아 해적왕이 되겠다는 포부를 밝힌다. 이 말을 들은 샹크스는 자신의 밀짚모자를 루피에게 씌워주며, 위대한 해적이 될 때까지 이 모자를 너에게 맡긴다고 밝힌다. 회상이 끝나고 루피는 새를 잡기 위해 하늘로 새총을 쏘다가 본인이 새에게 잡혀버리고 만다. 느닷없이 홀로 남게 된 조로는 노를 휘저으며 멀리 날아가는 루피를 따라가다가, 바다에 표류중이던 '광대 버기'의 부하 세 명을 태운다. 루피를 잡아간 새는 버기의 부하들에게 격추되고, 루피는 '오렌지 마을'로 떨어진다. 그곳에서 루피는 버기 일당으로부터 위대한 항로로 가는 귀중한 지도를 훔쳐 달아나던 여자 '나미'와 마주한다. |    |                                                                                    |                   |                 |   |                  |                             |
| 오렌지 마을 편 |    |                                                                                    |                   |                 |   |                  |                             |
| 5 | 5  | "악마의 열매의 힘! 해적 광대 버기 선장!" "恐怖!謎の力·海賊道化バギー船長!"         | 후지세 준이치     | 타케가미 준키   | - | 1999년 12월 15일 | 2003년 6월 3일              |
| 버기의 부하들에게 뒤쫓기던 나미는 루피가 자신의 보스라며 루피에게 눈길을 돌린 뒤 현장을 빠져나온다. 그런데 루피가 부하들을 때려눕히자, 나미는 다시 루피에게 접근해 자신과 함께 일하자고 말한다. 나미가 항해사라는 사실을 알게 된 루피는 되려 나미에게 자신의 동료가 되어달라고 하지만, 해적은 질색이라며 단칼에 거절당한다. 루피는 다시 나미에게 속아 버기에게 넘겨진 뒤 작은 우리에 갇혀버린다. 나미는 버기에게 부하가 되겠다고 거짓말한다. 버기는 자신에게 충성하겠다면 그 증거로 루피를 죽여보라고 하지만, 나미는 차마 루피를 해치지 못한다. 버기의 부하들이 나미에게 달려들자, 조로가 나타나 두 사람을 구하기 위해 맞선다. 버기는 해적 사냥꾼 조로를 알아보고 공격에 나선다. 조로가 버기를 동강내어 잘라 버린 뒤 해치웠다고 안심한 순간, 버기의 손이 조로의 등에 칼을 꽂는다. 알고 보니 버기는 동강동강 열매 (뿔뿔이 열매)를 먹고 신체를 분리할 수 있는 능력을 지닌 해적이었다. 갑작스런 부상에 제대로 싸울 수 없게 되자, 조로는 루피가 있는 우리를 집어들고 나미와 함께 탈출한다. |    |                                                                                    |                   |                 |   |                  |                             |
| 6 | 6  | "위기의 순간! 맹수조련사 모디 VS 루피" "絶体絶命!猛獣使いモージvsルフィ!"          | 야마우치 시게야스 | 시마다 미치루   | - | 1999년 12월 29일 | 2003년 6월 9일              |
| 마을 다른 곳으로 도망친 루피 일행은 조그만 개 '슈슈'와 항구마을 촌장 '부들'을 만난다. 슈슈는 세상을 떠난 주인의 가게를 여전히 제자리에서 지키고 있는 강아지였다. 한편 맹수조련사 모디와 사자 리치는 우연히 루피가 갇혀 있던 우리를 부수고 루피를 날려보낸다. 슈슈는 가게를 부수려는 모건에게 대항해 보지만 그보다 훨씬 강한 리치의 상대가 되지 못한다. 가게를 불태워 버리는 모디의 행동에 분노한 루피는 리치와 모디에게 주먹을 날려 버린다. 개를 위해 복수한 루피의 마음을 이해하게 된 나미는 잠시 동안 루피의 동료가 되겠다고 말한다. |    |                                                                                    |                   |                 |   |                  |                             |
| 7 | 7  | "장렬한 전투! 검객 조로 VS 곡예사 캐버디!" "壮絶決闘! 剣豪ゾロVS曲芸のカバジ!"     | 나카무라 데츠하루 | 시마다 미치루   | - | 1999년 12월 29일 | 2003년 6월 10일             |
| 버기 일당이 마을을 부수고 다닌 것에 분노한 촌장 부들은 버기와 직접 맞서 싸우겠다며 섣불리 나선다. 그러나 이대로라면 목숨을 잃을 것을 걱정한 루피가 싸움에 휘말릴 일이 없도록 먼저 부들을 쓰러뜨려 버린다. 조로는 이전에 버기의 공격으로 부상당한 상태에서 캐버디와 맞서 싸워 물리친다. 나미는 위대한 항로로 향하는 지도를 찾아 나서고, 루피는 버기와의 결전에 나선다. 버기는 루피의 고무 몸체에 칼이 닿으면 잘린다는 약점을 알아낸다. 이윽고 루피가 쓰고 있던 밀짚모자가 샹크스의 것이라는 사실을 전해듣고는 모자에 침을 뱉고 망가뜨리며 루피를 도발한다. |    |                                                                                    |                   |                 |   |                  |                             |
| 8 | 8  | "승부를 가리자! 악마의 열매 능력 대결!" "勝者はどっち?悪魔の実の能力対決!"         | 나카무라 데츠하루 | 시마다 미치루   | - | 1999년 12월 29일 | 2003년 6월 16일             |
| 버기가 견습 해적이던 시절, 샹크스와는 같은 해적단의 배에 탔던 동료였다. 버기는 우연히 해저에 가라앉은 보물이 표시된 지도를 발견하고, 함께 손에 넣은 악마의 열매를 빼돌려 팔아먹으려고 했으나, 샹크스에게 들키려던 상황에서 실수로 열매를 삼켜 버렸고 지도마저 바다에 빠뜨려 버렸다. 수년이 흘렀지만 버기는 샹크스라는 이름만 들어도 치를 떠는 사이였던 것이다. 버기의 동강동강 능력에 루피가 고전하는 사이, 나미가 나서 버기의 몸체를 전부 모아 밧줄로 묶어버린다. 그 때를 놓치지 않는 루피는 몸체를 잃고 순식간에 꼬맹이가 되어버린 버기를 고무고무 바주카로 날려 버린다. 이후 루피가 촌장을 패버렸다는 사실을 마을 사람들에게 들켜버리고, 루피 일행은 마을을 떠나야 하는 처지가 되었지만, 촌장만큼은 루피에게 감사의 인사를 전한다. |    |                                                                                    |                   |                 |   |                  |                             |
| 시롭 마을 편 |    |                                                                                    |                   |                 |   |                  |                             |
| 9 | 9  | "양치기 소년? 캡틴 우솝" "正義のうそつき?キャプテンウソップ"                       | 가도타 히데히코   | - 다케가미 준키 | - | 2000년 1월 12일  | 2003년 6월 17일             |
| 또다른 섬에 상륙한 루피와 조로, 나미 앞에 동네 해적단을 자처하는 거짓말쟁이 '우솝'과 풀숲에 숨어 있던 세 꼬마가 나타난다. 갑작스레 나타난 해적들을 겁주려다 실패한 우솝은 루피 일행과 이야기를 나누는데, 명사수였던 아버지 '야솝'이 샹크스를 따라 모험을 떠났다고 털어놓는다. 마을 식당으로 루피 일행을 안내한 우솝은 식사를 마치고 혼자서 마을 외곽의 저택에서 병약한 아가씨를 만난다. 그 아가씨는 이 집의 주인 '카야'로, 집사 '클래하들'이 매번 우솝의 접근을 금하고 있음에도, 우솝에게서 거짓말 이야기를 듣길 좋아했다. 그날도 우솝은 엄청난 크기의 금붕어 똥을 섬으로 착각했다는 이야기를 들려주며 화기애애한다. 두목을 찾으러 식당을 찾은 세 꼬마들은 루피 일행을 데리고 저택으로 향한다. 우솝은 카야 아가씨의 부모님이 돌아가시고 본인마저도 병에 걸리자 기운을 차릴 수 있도록 찾아와서 이야기를 해주고 간다고 밝힌다. 루피는 카야에게 새로운 해적선을 부탁해 보기로 마음먹고, 다른 두 사람을 데리고 몸을 고무처럼 튕겨 저택 안으로 들어온다. 루피 일행이 우솝과 카야가 있던 쪽에 떨어지는 소리를 듣고 찾아온 클래하들은 침입자가 들어왔다며 경계한다. |    |                                                                                    |                   |                 |   |                  |                             |
| 10 | 10 | "집사의 숨겨둔 하수인, 최면술사 장고!" "史上最強の変な奴!催眠術師ジャンゴ"         | 사카이 무네히사   | 다케가미 준키   | - | 2000년 1월 19일  | 2003년 6월 23일             |
| 클래하들은 우솝의 아버지가 더러운 해적이라며 우솝을 모욕한다. 분노한 우솝은 클래하들의 얼굴을 때리고 현장을 떠나 버리지만, 클래하들은 조롱을 멈추지 않는다. 방 안에서 혼자 울고 있던 카야에게 클래하들이 식사를 전해주며, 자신이 이 저택에 왔던 날, 부상당해 쓰러진 몸을 거두어 주었던 카야 아버지의 은혜를 되새긴다. 카야에게 무슨 일이 생기면 카야 아버지는 자신을 용서하지 못할 것이기에 아가씨의 곁을 지키고 있는 것이라고 밝힌다. 우솝 해적단 (세 꼬마)과 나미, 조로는 지나가던 최면술사 '장고'와 마주친다. 장고는 우솝 해적단과 자신에게 최면을 걸어 길 한가운데서 잠들어 버린다. 이후 루피와 우솝은 바다가 내려다보이는 절벽 옆에서 장고와 클래하들의 대화를 엿듣게 되는데, 알고 보니 클래하들은 악명 높은 해적선 장 '쿠로'로, 마을을 습격하여 카야를 살해하고 재물을 차지할 음모를 꾀하고 있었음이 밝혀진다. 루피가 카야를 해치지 말라고 소리치자, 장고는 최면을 걸어 루피를 잠들게 하고 절벽에서 떨어뜨린다. 지면에 머리를 맞은 루피는 그대로 쓰러지고, 장고와 클래하들은 우솝이 자기네 이야기를 들어봤자 마을 내에서 거짓말쟁이 취급이나 받을 것이니 걱정하지 않아도 되겠다고 조롱한다. |    |                                                                                    |                   |                 |   |                  |                             |
| 11 | 11 | "음모를 파헤쳐라! 해적 집사, 캡틴 크로" "陰謀を暴け!海賊執事キャプテンクロ"        | 야마우치 시게야스 | 다케가미 준키   | - | 2000년 1월 26일  | 2003년 6월 24일             |
| 조로와 나미, 우솝 해적단 (세 꼬마)은 루피와 우솝을 기다리고 있었다. 우솝 해적단은 우솝이 늘상 해안 쪽으로 향하던 길을 안내한다. 그때 우솝이 나타나 자기네 쪽으로 달려오는 것을 발견하지만, 우솝은 조로 일행의 외침에도 어떤 대답도 하지 않고 지나쳐 간다. 이후 우솝은 시롭 마을 사람들에게 내일 아침 해적이 쳐들어 올 거라며, 빨리 이곳에서 탈출해야 한다고 설득해 보지만, 모두가 거짓말 그만 하라고 대꾸할 뿐이었다. 조로 일행은 절벽에 쓰러져 잠든 루피를 비로소 발견한다. 한편 카야는 클래하들이 저택에 들어온 지 3년이 된 것을 기념하기 위해 또 다른 하인 메리에게 새 안경을 맞춰오라고 시킨다. 우솝은 카야 아가씨라도 살리기 위해 저택으로 달려가 클래하들이 해적이라는 사실을 털어놓지만, 카야는 그 사실을 믿지 못하고 실망스러워 한다. 오히려 우솝은 침입자를 내쫓으러 온 메리에게 총격을 당한다. 이 사이 크로는 부하들에게 새벽에 마을을 급습하라는 명령을 하달한다. 해가 질 무렵 루피와 우솝 해적단은 우솝과 만나 소식 들었다고 말을 건다. 우솝은 꼬마들이 싸움에 휘말려선 안 되겠다는 생각에 크로가 해적이란 사실은 거짓말이라고 대꾸하고, 실망한 우솝 해적단은 우솝의 곁을 떠나버린다. 비록 거짓말쟁이라도 사랑하는 이 마을을 지키기 위해 해적과 맞서 목숨 걸고 싸우고 싶다는 우솝의 의지를 확인한 루피, 조로, 나미도 함께 싸우기로 한다. |    |                                                                                    |                   |                 |   |                  |                             |
| 12 | 12 | "격돌! 우솝 루피 연합군과 크로 해적단의 공방전" "激突!クロネコ海賊団坂道の大攻防!" | 후지세 준이치     | 다케가미 준키   | - | 2000년 2월 2일   | 2003년 6월 30일             |
| 우솝과 루피, 조로, 나미는 해적이 쳐들어올 것으로 보이는 절벽의 경사로에서 방어 작전을 세운다. 크로는 카야가 준 안경을 깨뜨리고 발톱 칼날을 세워 메리를 쓰러뜨린다. 그리고서 카야의 방에 들어가 피 묻은 칼날을 커리 위에 얹고는 다음날 작전을 다짐한다. 같은 시각 해안가에서는 검은고양이 해적단의 배가 시롭 마을에 접근하고, 장고는 부하들에게 공격 계획을 전파한다. 루피와 우솝, 조로, 나미는 경사면에 기름통을 부어, 해적단이 미끄러운 경사에 넘어지면 그 때 해적들을 급습하기로 한다. 새벽이 되자 검은고양이 해적단은 해안에 상륙하고 루피 해적단의 배를 발견한다. 해가 뜨자 루피 일행은 해적들이 오길 기다려 보는데, 순간 나미가 북쪽 방향에서 해적들의 공격 개시 소리를 듣는다. 알고 보니 시롭마을에는 똑같은 경사로가 북쪽 끝에 있는데 루피 일행이 착각하여 그 반대쪽으로 왔던 것이었다. 나미는 우리들이 타고 온 배도 그곳에 있는데 그동안 모은 보물도 강탈당할 것이라며 패닉 상태에 빠진다. 루피와 우솝은 해안을 향해 달려가고, 조로와 나미도 현장에서 빠져나가려는데, 나미가 기름에 미끄러지는 동시에 조로의 다리를 붙잡으면서 경사면 아래로 함께 쓸려내려간다. 이에 조로는 미끄러운 경사면에 칼을 꽂아 가면서 올라가며 우솝과 루피를 따라간다. 그런데 루피 역시 도중에 길을 잃고, 북쪽 해안에는 우솝만 도착한다. 혼자서는 검은고양이 해적단을 이길 수 없단 것을 깨달은 우솝은 이 마을을 떠나면 자신들의 해적선에 있는 보물을 넘기겠다고 외친다. 장고가 그 말을 무시하고 우솝에게 최면을 걸려는 순간, 나미가 현장에 나타나 우솝의 머리를 때리며 함부로 소중한 보물을 넘기느냐고 혼낸다. 수많은 해적들의 공격으로 쓰러지고 만 우솝. 해적들의 진격을 허락한 순간, 루피와 조로가 도착해 해적들을 나가떨어지게 만든다. |    |                                                                                    |                   |                 |   |                  |                             |
| 13 | 13 | "공포의 2인조! 고양이 형제 VS 조로!" "恐怖の二人組!ニャーバン兄弟VSゾロ"           | 가도타 히데히코   | 다케가미 준키   | - | 2000년 2월 9일   | 2003년 7월 1일              |
| 마을을 초토화시키기로 계획했던 시간이 다 되었는데도 부하들이 나타나지 않자 화가 난 클래하들은 해안가로 향한다. 루피와 조로의 등장에 장고는 쓰러진 해적들 옆에 무릎꿇고 강해지는 최면을 건다. 최면에 걸린 해적들은 거칠고 둔감해지는 한편, 거품을 문 채 밀짚모자 일당을 향해 돌격한다. 그런데 이 과정에서 루피도 최면에 걸려 고무고무 총난타로 부하들을 순식간에 쓰러뜨려 버리고, 검은고양이 해적단의 배에서 거대한 뱃머리를 떼와서 장고를 해치워 버리려 한다. 당황한 장고는 루피에게 다시 잠에 드는 최면을 걸고, 루피는 그대로 수면에 들어 뱃머리 밑에 깔려 버린다. 루피를 잡아두었지만 해적들이 모조리 나가떨어진 상황에 장고는 다음 공격을 고민한다. 그 때 배를 지키고 있던 고양이 형제 '뿌찌'와 '샴'이 나타나고, 장고의 명령에 못 이겨 조로를 상대한다. 그 사이 카야는 악몽을 꾸고 일어나 클래하들을 찾았다가 심하게 다친 메리를 발견하고 진실을 전해듣는다. 충격을 받은 카야는 다시 한번 클래하들을 만나러 간다. 그 사이 조로는 검으로 고양이 해적단의 발톱을 검으로 막으며 대결을 펼치다 샴에게 검 두 자루를 빼앗긴다. 샴의 아랫배를 검으로 베지만, 샴의 허리는 굉장히 얇아 공격을 피할 수 있었다. 검 한 자루로 둘을 상대해야 하는 상황에서 고전하는 조로를 돕기 위해 우솝이 새총을 날리지만, 고양이 형제에게 우솝과 나미의 존재를 들키면 먼저 해치울 것을 우려한 조로가 일부러 그 새총 알을 등으로 맞는다. 나미는 빼앗겨 버린 조로의 검 두 자루를 향해 달려가지만 장고가 반원칼로 나미의 어깨를 베어 버린다. 장고 일당이 조로와 두 사람을 해치우려는 순간, 분노한 크로가 전장에 나타난다. |    |                                                                                    |                   |                 |   |                  |                             |
| 14 | 14 | "루피의 부활! 캡틴 크로와의 정면 대결!" "ルフィ復活!カヤお嬢様の決死の抵抗"        | 가이자와 유키오   | 다케가미 준키   | - | 2000년 2월 16일  | 2003년 7월 7일              |
| 무능한 부하들의 지각으로 계획이 무산될 위기에 처하자 분노에 빠진 크로. 샴과 뿌찌는 캡틴 크로가 3년 동안 해적으로 활동하지 않았으므로 자신들의 능력이라면 이길 수 있겠다고 판단하고 크로에게 달려든다. 그러나 크로는 고양이발톱 기술로 순식간에 움직여 두 사람의 얼굴에 칼날을 들이댄다. 그리고서 밀짚모자 일당을 5분 이내에 해치우지 않는다면 그때는 너희들을 모조리 쓸어버릴 것이라고 선포한다. 고양이 형제와 장고 일당이 머뭇거리던 사이 나미는 조로에게 검을 걷어차 전달하고, 조로는 달려드는 고양이 형제를 일격에 해치워 버린다. 쓰러진 뿌찌는 장고에게 괴력을 발휘하는 최면을 걸어달라 부탁하고 폭주한 상태로 다시 공격에 나선다. 나미는 뱃머리에 깔린 채 잠에 든 루피를 깨우고, 루피는 장고가 나미를 막으려 날린 원반칼을 입으로 받아 부숴뜨린다. 나미의 상처를 본 루피는 검은고양이 해적단을 쓰러뜨릴 각오를 하고, 크로는 5분이 다 되었다며 전장에 나선다. 루피와 조로가 크로와 부치, 장고를 상대하려던 그 순간, 카야가 클래하들을 부르며 크로에게 달려간다. 공격인 것으로 착각한 클래하들이 칼날을 휘두르자 우솝이 카야에게 몸을 던져 구해낸다. 카야가 클래하들에게 총을 겨누며 그만둘 것을 요구하자, 크로는 클래하들의 얼굴로 돌아가 집사로서의 지난 날을 상기시키며 카야의 마음이 약해지게 만든다. 그러나 그 다음 순간 3년간 착한 사람 행세 한 게 억울하다며 자신이 악명높은 캡틴 크로로 돌아왔다고 선언하며 카야의 권총을 빼앗는다. 카야를 지키기 위해 다시 권총을 겨눈 우솝에게 칼날을 들이밀며 죽이려는 순간, 루피가 크로에게 주먹을 날린다. |    |                                                                                    |                   |                 |   |                  |                             |
| 15 | 15 | "크로를 물리쳐라! 사나이 우솝, 눈물의 결의!" "クロを倒せ!男ウソップ涙の決意!"      | 우다 고노스케     | 다케가미 준키   | - | 2000년 2월 23일  | 2003년 7월 8일              |
| 쓰러진 크로는 다시 일어나 우솝을 발로 걷어차 쓰러뜨리고는, 장고더러 카야에게 최면을 걸어 자신에게 전재산을 상속한다는 유서를 빨리 쓰게 만들라고 명령한다. 괴력 최면에 걸린 뿌찌가 조로에게 달려들고, 우솝은 외출하는 카야를 보고 따라온 우솝 해적단에게 카야를 안전한 곳으로 대피시켜 지키라는 명령을 내린다. 장고는 카야의 뒤를 쫓으러 나서고, 마침내 뿌찌를 쓰러뜨린 조로도 우솝을 들고 카야를 지키러 함께 따라나선다. 루피에게 한 방을 먹인 크로는 3년 전의 일을 회상한다. 세계정부의 추적을 받던 캡틴 크로는 자신이 죽었다고 가장하는 계획을 세운다. 장고를 새 캡틴으로 임명한 뒤, 해적단을 진압하러 온 해군을 전멸시킨 가운데, 해병 한 명을 잡아 본인이 캡틴 크로인 것으로 인식하게 만드는 최면을 걸고, 또 한 명은 캡틴 크로를 사형시키게 만드는 최면을 건다. |    |                                                                                    |                   |                 |   |                  |                             |
| 16 | 16 | "카야를 지켜라! 우솝해적단의 대활약" "カヤを守れ!ウソップ海賊団大活躍!"            | 사카이 무네히사   | 다케가미 준키   | - | 2000년 3월 1일   | 2003년 7월 14일             |
| 숲속에서 카야를 추적하던 장고는 유서만 작성되면 카야를 없애버리겠다고 벼르고 있었다. 우솝 해적단은 카야를 구해 숲속에 숨어 있지만, 원반칼로 나무를 단번에 베어버리는 장고의 위력에 어쩔 줄을 몰라하고 있었다. 결국 세 꼬마는 반드시 카야를 지키자며 반드시 장고를 쓰러뜨리기로 결심한다. 다시 경사로에서 캡틴 크로는 분노를 이기지 못하고 해적단원들을 전부 죽여버리겠다며, 이 역시도 계획의 일부라고 말한다. 몸을 늘어뜨려 흐느적거리는 '작살' 자세를 취하던 크로는 눈에 보일 새도 없이 엄청나게 빠른 속도로 해적단원들을 칼날로 베어버린다. 이를 지켜보던 루피도 한차례 공격당하지만 결국 크로를 잡아 지면에 내리쳐 버린다. 크로는 루피에게 네가 막는 바람에 지금 쓰러진 단원들이 고통받고 있다며 다시 작살 자세를 취한다. 장고는 숲속에서 카야와 꼬마들을 찾다 우솝 해적단이 파놓은 함정에 걸려 넘어진다. 장고가 꼬마들을 해치우려 하자 카야가 나서, 원반칼을 자신의 목에 대고 꼬마들을 살려주지 않으면 본인은 유서를 쓰지 않고 죽어버리겠다고 말한다. 결국 카야의 협박을 못 이긴 장고는 꼬마들을 내버려둔 채, 카야의 유서를 확실히 받아내고 원반칼로 카야를 죽이려 든다. 이 모습을 조로의 등에 탄 우솝이 발견한다. |    |                                                                                    |                   |                 |   |                  |                             |
| 17 | 17 | "분노 폭발! 캡틴 크로 VS 루피" "怒り爆発!クロVSルフィ決着の行方!"                  | 가도타 히데히코   | 다케가미 준키   | - | 2000년 3월 8일   | 2003년 7월 15일             |
| 루피의 어깨를 벤 크로는 다시 한번 작살 자세를 취하며 적이든 아군이든 모조리 쓸어버리겠다고 말한다. 해적이라면서 동료를 무책임하게 죽이려는 모습에 분노한 루피는 크로에게 달려들어 팔다리를 꽉 묶어버린다. 그런 뒤 머리를 있는 힘껏 뒤로 당겼다 강타하는 '고무고무 종' 기술로 크로를 쓰러뜨린다. 그 시각 숲속에서 우솝 해적단 꼬마들은 카야를 해치우려는 장고에게 달려든다. 이 모습을 본 조로는 시야 확보를 위해 나무를 베고, 우솝이 새총을 당겨 장고를 해치운다. 카야를 구한 우솝은 마을 사람들에게 이번 사건을 이야기하지 말라고 부탁한다. 마을 사람들은 아무것도 모른 채 웬일로 아침부터 거짓말 소동을 벌이지 않는 우솝을 떠올린다. 한편으로 이제는 바다로 나갈 때가 된 것 같다고 결심한 우솝은 세 꼬마를 불러모아 지난날의 추억을 회상하고, 꼬마들의 꿈이 이루어지길 바라며 우솝 해적단의 해산을 선언한다. 카야는 말짚모자 해적단에게 마을을 지켜준 데 감사하는 마음으로 멋진 해적선 한 척을 선물하는데, 카야의 집사 메리가 직접 설계한 '고잉 메리호'였다. 우솝이 자신도 바다로 나가겠다며 루피 일행과 작별인사를 건네자, 조로는 이상한 소리 말고 어서 고잉메리호에 타기나 하라며 우솝을 동료로 받아들였음을 밝힌다. 네 사람은 건배와 함께 첫 항해를 축하한다. 메리는 카야와 대화하면서 우솝의 어린 시절을 회상한다. 죽어가는 엄마를 보고 해적이 되겠다며 떠난 아빠가 돌아와줄 것이란 생각에, 온 마을 사람들에게 해적이 나타났다고 거짓말했던 것이었다. 우솝 해적단은 우솝의 뜻을 이어받아 마을 사람들에게 해적이 나타났다는 거짓말을 하러 다니고, 카야는 메리에게 의사가 되고 싶다는 꿈을 밝힌다. |    |                                                                                    |                   |                 |   |                  |                             |
| 18 | 18 | "보물섬의 수호신, 가이몬을 만나다!" "あんたが珍獣!ガイモンと奇妙な仲間"            | 후지세 준이치     | 시마다 미치루   | - | 2000년 3월 15일  | 2003년 7월 21일             |
| 밀짚모자 해적단의 해적기를 완성한 루피. 엉망진창인 퀄리티에 우솝이 화가를 자처하며 다시 제대로 그린다. 해적기를 단 고잉메리호 앞에 검은 안개가 드리워지고, 나미는 저곳에 신의 저주로 절대로 나올 수 없는 보물섬이 있다고 알려준다. 안개속으로 들어가 폭풍을 뚫고 섬에 상륙한 루피 일행은 각종 식충식물은 물론, 모습이 두세가지씩 합쳐져 있는 괴상한 동물들과 마주한다. 섬 안에서는 신령의 목소리가 울려퍼지며 이곳에 쳐들어온 해적들에게 저주를 내리겠다고 말을 건다. 루피 일행은 그 목소리를 내며 신령을 자처하는 가이몬이라는 사람을 발견해 붙잡는다. 가이몬은 보물상자 속에 몸이 끼어 있었는데, 루피와 조로가 달려들어 아무리 빼내려 해 봐도 빠지지 않았다. 왜 이렇게 되었느냐는 질문에 가이몬은 20년 전 이야기를 해 준다. 자신의 해적단이 보물을 찾아 이 섬을 찾았는데, 아무리 찾아봐도 보물이 없자 중앙의 봉우리를 확인하러 올라갔다. 가이몬은 그 위에 보물상자가 있음을 확인하였지만 실수로 절벽에서 떨어져 상자에 몸이 박히게 되었고, 해적단도 섬을 떠나 버려 이곳에 갇혀 살았다고 말한다. 가이몬의 사연을 들은 루피는 그의 소원대로 봉우리 위로 올라가 보물상자를 확인한다. 그런데 루피가 이제 보물은 자기가 가지겠다며 밑으로 전해줄 수 없다고 말한다. 그러나 사실 보물 같은 건 없었고, 가이몬은 루피가 본인을 생각해 거짓말을 하고 있다는 것을 깨닫고 눈물을 흘린다. 이후 루피 일행은 떠나기 전 가이몬에게 동료가 되자고 권유하지만, 그동안 정들었던 동물 친구들을 두고 갈 수 없다며 거절하고, 원피스를 찾겠다는 그들의 꿈을 축복해 준다. |    |                                                                                    |                   |                 |   |                  |                             |
| 발라티에 편 |    |                                                                                    |                   |                 |   |                  |                             |
| 19 | 19 | "삼검술의 사연! 조로와 쿠이나의 맹세!" "三刀流の過去!ゾロとくいなの誓い!"          | 우다 고노스케     | 다케가미 준키   | - | 2000년 3월 22일  | 2003년 7월 22일             |
| 루피와 우솝이 암초를 과녁 삼아 대포 사격 연습을 한다. 이를 구경하던 조로가 어린 시절 회상에 잠긴다. 조로는 세계 최강의 검사를 꿈꾸고 사부 '코우시로'의 검도장 '일심도장'을 다니며 검술을 수련하기 시작한다. 코우시로의 딸 '쿠이나'와의 첫 시합에서 패한 조로는 끝없는 훈련으로 쿠이나를 이기기 위해 노력한다. 어느 달밤의 진검 대결에서 쿠이나는 다시 한번 조로를 이기지만, 앞서 코우시로로부터 여자 검객에게 도장을 물려줄 순 없다는 말을 엿듣고 심란해하고 있었다. 쿠이나는 그 마음을 조로에게 밝히고 둘 중 한 명이 세계 최강이 되자는 다짐을 나눈다. 어느날 조로가 쿠이나를 이기기 위한 훈련을 하던 중, 쿠이나가 계단에서 실족사했다는 소식을 듣는다. 그때의 다짐에도 영원히 쿠이나를 이기지 못하게 된 조로는 절규하며 훈련한다. 이 모습을 본 코우시로는 조로에게 쿠이나의 검을 선물하며, 쿠이나의 꿈을 반드시 이뤄달라는 말을 남긴다. 수년이 흐르고 건장한 몸이 된 조로는 코우시로의 곁을 떠나 드디어 꿈을 이루기 위해 세상으로 나아간다. 회상이 끝난 조로는 선글라스를 낀 한 남자가 고잉메리호에 침입해 시비를 거는 것을 발견, 그 남자를 알아본다. |    |                                                                                    |                   |                 |   |                  |                             |
| 20 | 20 | "주방장이 필요해, 최고 요리사를 찾아라!" "名物コック!海上レストランのサンジ"       | 가이자와 유키오   | 다케가미 준키   | - | 2000년 4월 12일  | 2003년 7월 28일             |
| 고잉메리호에 올라탄 남자는 해적사냥꾼 '죠니'로, 조로를 형님으로 모시며 함께 활동했던 사나이였다. 죠니가 고잉메리호에 오른 이유는 친구 '요삭'이 병으로 몸져 누워버리는 바람에 간호를 위해 암초에 머물고 있었는데, 루피와 우솝이 사격 연습으로 암초를 박살내버렸기 때문이었다. 나미는 요삭의 증세가 괴혈병이라 진단하고, 치료를 위해 과일즙을 먹인다. 기운을 되찾은 요삭은 죠니와 정식 인사를 하고, 루피 일행으로부터 이 배에 주방장이 필요하다는 말을 듣고는 위대한 항로 인근의 해상 레스토랑으로 가면 되겠다고 알려준다. 화려한 해상 레스토랑 '발라티에'에 도착한 고잉메리호. 그곳에 손님으로 있던 해군 대위 풀보디는 해적들이 온 것을 발견하고 대포를 쏘라 지시한다. 그러나 루피가 고무고무 능력을 이용해 대포알을 받아 튕겨내고, 그대로 레스토랑 지붕을 박살내 버린다. 지붕층에 머물던 레스토랑 주인 '제프'는 루피에게 보상을 요구하지만, 돈이 없다는 말을 듣고 이곳에서 직원으로 2주간 일하는 것으로 합의를 본다. 한편 애인과의 식사 데이트를 즐기던 풀보디는 부주방장이 가져온 와인을 아는 척하다 이름을 틀리는 망신을 당한다. 자존심 만회를 위해 음식에 벌레가 나왔다는 거짓말도 먹히지 않자, 풀보디는 식탁을 엎고 부주방장을 때려눕히려 한다. 그러나 그 부주방장 '상디'는 귀한 음식을 낭비했다며 풀보디에게 발차기를 날린다. |    |                                                                                    |                   |                 |   |                  |                             |
| 21 | 21 | "초대받지 못한 손님을 위한 최고의 만찬" "招かれざる客!サンジの飯とギンの恩"        | 가도타 히데히코   | 다케가미 준키   | - | 2000년 4월 12일  | 2003년 7월 29일             |
| 부주방장 '파티'는 손님은 왕이라는 원칙을 되뇌이다, 상디가 귀한 해군 손님을 공격하는 모습을 목격하고 무슨 짓이냐고 항의한다. 상디는 풀보디가 요리사와 요리를 모욕했다고 대꾸한다. 이 때 루피와 옥신각신하다 지붕실에서 추락한 제프가 상디를 진정시키고 풀보디를 레스토랑에서 추방시킨다. 그 때 풀보디의 해병 한 명이 나타나, 포로로 잡혀 있던 이스트 블루의 최강 해적 '돈 클리크'의 해적단원이 빠져나왔다고 알린다. 해적단원 '깅'은 그 해병을 총으로 쏘고 겁에 질린 레스토랑 사람들을 상대로 음식을 내놓으라 소리친다. 파티는 깅을 손님으로 대접하며 돈은 있냐고 묻지만 그럴 리가 없는 깅은 총구를 겨눈다. 파티는 돈 없으면 이곳에서 나가라며 깅을 때려눕히고, 풀보디는 레스토랑을 떠난다. 상디는 주방으로 가서 해물 볶음밥 한 접시를 만들어 쓰러져 있는 깅에게 건넨다. 깅은 자존심 때문에 거부하지만, 상디는 배고픈 녀석들은 누구든 내 손님이라며 배고픈 심정을 이해한다고 말한다. 상디의 진심을 깨달은 깅은 볶음밥을 먹고 자신이 평생 먹어본 것 중에 최고라며 울음을 터뜨린다. 이 모습을 지켜보던 루피는 드디어 우리 배의 주방장을 찾았다고 기뻐한다. 상디는 루피의 동료 제안을 거절하지만 루피는 고집을 멈추지 않는다. 이 과정에서 이 레스토랑 발라티에의 주인 제프는 한때 악명 높은 해적이었으며, 제프의 이름값을 의식한 다른 해적들이 조종 레스토랑을 찾아와 소동을 벌인다는 사실이 밝혀진다. 또 깅이 두목으로 모시는 돈 클리크의 해적단은 50척의 함대를 이끄는 대해적이었다. 깅은 음식을 준 상디에게 큰절하며 감사를 표하고, 상디는 해적에게 음식을 주었다는 증거를 남기지 않기 위해 볶음밥 접시를 바다로 던져 버린다. 식당 알바에 나선 루피는 접시를 깨뜨리는 소란을 일으키고, 조로와 나미, 우솝은 느긋하게 식사한다. 깅은 돈 클리크를 찾아가 상디와 해상 레스토랑의 존재를 알린다. |    |                                                                                    |                   |                 |   |                  |                             |
| 22 | 22 | "최강의 해적함대! 클리크 해적단" "最強の海賊艦隊!提督ドン·クリーク"                | 가이자와 유키오   | 다케가미 준키   | - | 2000년 4월 26일  | 2003년 8월 4일              |
| 제프는 상디에게 말썽만 일으킬 거면 여기서 나가라고 말하고, 상디는 노인네가 자기 요리에 무슨 참견이냐며 제프에게 대든다. 그리고 나미에게 홀딱 반해 직접 서빙에 나선다. 이때 발라티에에 돈 클리크의 거대 해적선이 나타난다. 문 앞에 들어선 클리크는 무시무시한 인상과는 달리 깅의 부축을 받고 있었는데, 알고 보니 지난 몇주간 아무것도 먹지 못해 아사할 지경이었던 것이었다. 클리크는 고개를 숙이며 제발 먹을 것을 팔아달라고, 먹고 나면 조용히 이곳을 떠나겠다고 간청한다. 상디는 클리크에게 돈 내지 말고 그냥 먹고 가라며 볶음밥을 건넨다. 클리크가 밥을 먹고 기운을 차리면 은혜를 잊고 이 레스토랑 사람들에게 해를 끼칠지 모른다는 주변에 우려에도, 상디는 차마 배고픈 사람을 저버리지 못하겠다는 자신의 신념을 따른다. 밥을 먹은 클리크는 아니나 다를까 상디를 쓰러뜨리고 이 레스토랑을 차지하겠다고 선언한다. 약속과 다르지 않느냐고 설득해 보는 깅마저 내던져 버린 클리크는 똑같이 굶어죽어가는 자신의 부하들을 위해 100인분의 식량을 대령하라고 엄포를 놓는다. 깅은 상디에게 정말 미안하다고 사과하고, 파티는 음식을 가져다준 상디를 탓한다. 상디는 클리크의 요구를 들어주자고 하고, 모든 요리사들이 반대하지만, 제프가 나타나 100인분어치 식량을 건네고 다시는 돌아오지 말라고 말한다. |    |                                                                                    |                   |                 |   |                  |                             |
| 23 | 23 | "레스토랑을 지켜라, 대해적 붉은 발의 제프!" "守れバラティエ!大海賊·赫足のゼフ"     | 사카이 무네히사   | 다케가미 준키   | - | 2000년 5월 3일   | 2003년 8월 5일              |
| 클리크는 제프를 알아보며 그의 과거를 밝힌다. 제프는 위대한 항로에서 활약한 전설의 해적으로, 발차기로 적을 제압해 '붉은 발의 제프'로 불렸다. 하지만 어느 순간 한쪽 다리를 잃고 이렇게 요리사로 살고 있으니 자신의 상대가 되지 못한다는 것이었다. 자신이 상대하겠다는 루피를 코웃음치던 클리크는 부하부터 살리겠다며 식량을 갖고 돌아간다. 깅은 클리크 해적단의 거대 함대가 한 척만 남기고 몰살당한 것은 매의 눈 '미호크'를 만났기 때문이라며 두려워한다. 클리크는 가져온 식량으로 기운을 차린 부하들을 지휘하여 레스토랑을 접수하라 명령한다. 그 순간 클리크의 함선이 반으로 갈라지고 모자를 쓴 누군가가 모습을 드러낸다. 혼란스러운 와중에 루피와 조로, 우솝은 고잉메리호를 지키라 시켰던 죠니와 요삭이 찾아와, 나미 누님이 고잉메리호를 훔쳐 달아났다는 소식을 듣고 경악한다. |    |                                                                                    |                   |                 |   |                  |                             |
| 24 | 24 | "세계 제일의 검객, 매의 눈 미호크" "鷹の目のミホーク!剣豪ゾロ海に散る"             | 가도타 히데히코   | 시마다 미츠리   | - | 2000년 5월 10일  | 2003년 8월 11일             |
| 죠니와 요삭은 나미 누님이 갑자기 자신들을 바닷가에 빠뜨리더니 보물과 함께 사라질 것이라는 말을 남기고 떠나 버렸다고 전한다. 루피는 조로와 우솝에게 나미와 고잉메리호를 다시 데리고 오라고 부탁하고, 본인은 제프와의 약속을 지키기 위해 레스토랑에 남는다. 조로와 우솝이 요삭, 죠니와 함께 배를 타고 떠나려는 순간, 나룻배를 탄 쥬라큘 미호크가 모습을 드러낸다. 미호크의 재등장에 클리크와 부하들은 식은땀을 흘리지만, 조로는 그동안 겨뤄 보고 싶었던 세계 최강의 검객이라며 미호크에게 결투를 신청한다. 조로의 실력을 낮잡아본 미호크는 한 뼘 크기의 칼을 꺼내며 이것으로 조로의 삼검을 상대하겠다고 말한다. 열받은 조로가 미호크에게 달려들지만, 정말로 미호크는 그 짧은 칼로 조로의 칼을 제압해 버리고, 쿠이나와의 약속을 순간적으로 떠올리던 조로의 빈틈을 겨냥하여 가슴을 찌른다. 그러나 목숨을 잃어도 물러설 수 없다는 조로의 강한 정신력을 확인한 미호크는 조로의 이름을 묻고, 흑도를 꺼내며 제대로 상대한다. 결국 조로는 미호크의 흑도에 못 이겨 두 칼을 부러뜨리고 패배를 인정하는 동시에, 등의 상처는 검객의 수치라며 정면으로 미호크의 마무리 일격을 받아낸다. 하지만 미호크는 조로를 죽이지 않았고, 조로는 죠니와 요삭의 부축을 받고 배로 옮겨진다. 그리고 허공에 칼을 들고 눈물을 흘리며 다음에는 반드시 패배하지 않고 세계 제일의 검객이 되겠다고 다짐한다. 미호크는 조로를 높이 평가하며 언젠가 자신을 뛰어넘어 보라는 말을 남기고, 클리크에 도발을 무시한 채 레스토랑을 떠난다. 우솝과 요삭, 죠니도 조로와 함께 나미를 찾으러 레스토랑을 떠난다. 루피는 다시 레스토랑 접수에 나서려는 클리크를 보며, 제프로부터 클리크 일당을 해치우면 보내주겠다는 약속을 받아낸다. |    |                                                                                    |                   |                 |   |                  |                             |
| 25 | 25 | "상디의 보은, 발차기 기술 작렬!" "必殺足技炸裂!サンジVS鉄壁のパール"               | 엔도 유지         | 시마다 미츠리   | - | 2000년 5월 17일  | 2003년 8월 12일             |
| 제프에게서 풀려날 기회를 얻은 루피는 클리크와의 대결을 마음먹고, 클리크의 부하들도 레스토랑으로 몰려든다. 바다 위에 레스토랑을 열고 싶었던 제프의 터전이 전쟁터가 되어버릴 것이란 생각에 속상해진 상디는 레스토랑의 지느러미 부분을 내려 싸움이 벌어질 무대로 삼게 한다. 루피는 클리크의 부하들을 고무고무 능력으로 모조리 튕겨버리고, 루피가 악마의 열매 능력자란 사실에 클리크도 상디도 놀라 버린다. 이 때 부주방장 파티와 카르네는 소형 함선을 끌고 나와 대포를 쏘며 공격에 합류하지만, 클리크는 아랑곳않고 함선을 하늘로 집어던져 버린다. 함선이 레스토랑 쪽으로 떨어지려 하자 상디가 나서 발차기로 다시 날려 버린다. 용기를 얻은 파티와 요리사들은 절대 이 레스토랑을 넘기지 않겠다고 결의하고 해적들을 상대로 선전한다. 그때 몸에 강철 방패를 두르고 총알 공격을 날리는 철벽 '파알'이 등장해 파티를 쓰러뜨린다. 파알은 파티의 소중한 식칼을 빼앗으려다 상디로부터 발차기를 당한다. 상디는 칼이 요리사들에게 얼마나 소중한지를 강조하고, 손 역시 요리사에겐 생명이기에 발차기로 싸운다고 밝힌다. 상디가 윈드밀 공격으로 해적들을 쓸어버리는 사이, 루피는 클리크의 공격으로 날라가 파알과 머리를 부딫혀 버린다. 코피를 본 파알은 이성을 잃고 불꽃 능력을 발동시켜 이곳저곳에 불덩어리를 날린다. 레스토랑이 불에 탈 위기에 처한 그 때 제프가 나타나 발차기의 바람으로 불을 꺼 버린다. 화가 난 클리크는 상디에게 철퇴를 휘두르지만 루피가 막아 버리고, 그 반동으로 쓰러진 기둥이 파알을 덮치며 기절시켜 버린다. 이 때 깅이 오너 제프에게 총을 겨누며 상디에게 그냥 이대로 물러나달라고 협박해 보지만, 상디는 절대 레스토랑을 내줄 수 없다고 말한다. |    |                                                                                    |                   |                 |   |                  |                             |
| 26 | 26 | "제프와 상디의 꿈, 환상의 바다 올블루" "ゼフとサンジの夢·幻のオールブルー"         | 시마다 미츠루     | 사카이 무네히사 | - | 2000년 5월 24일  | 2003년 8월 18일             |
| 오너의 목숨이 걸린 상황에 긴장한 상디. 그러나 깅 역시 상디의 은혜를 생각하면 제프를 죽일 생각은 하지 않고 있었다. 이때 기절했던 파알이 다시 일어나 깅에게 상디가 조금이라도 움직이면 쏴버리라 말하고, 상디는 제프의 목숨을 생각해 한 발자국도 움직이지 않고 파알의 강철 공격을 그대로 맞는다. 더 이상 제프에게서 무언가를 앗아가게 두지 않겠다는 말과 함께, 상디는 제프와 만난 인연을 회상한다. 어린 시절 상디는 큰 배의 요리 견습생으로, 네 바다의 해류와 해산물이 전부 모인다는 전설 속의 바다 '올 블루'를 찾아내겠다는 꿈을 가지고 있었다. 어느날 밤, 상디가 타는 배에 붉은 발의 제프와 해적단이 습격한다. 배에 탄 모든 사람들을 죽이려던 그 때, 상디는 올 블루를 찾아야 한다며 끈질기게 저항한다. 그 순간 폭풍우가 몰아쳐 배가 침몰하고, 상디가 바다에 휩쓸리자 제프도 물에 뛰어드는데, 잔해에 걸린 자신의 다리를 닻으로 잘라 버리고 상디를 구한다. 상디와 제프가 깨어난 곳은 작은 바위섬. 제프는 상디에게 자신이 가진 식량의 절반을 건네주고 버티자고 한다. 수십일이 흐르고 식량이 떨어지자 상디는 제프를 죽여 식량을 차지하겠다고 마음먹고 달려든다. 그러나 제프가 갖고 있던 보따리에는 보물만이 가득했고, 상디는 사실 제프가 식량 전부를 넘겨주었던 것임을 깨닫는다. 거기에 제프가 자기 다리를 희생하고 본인의 목숨을 구했다는 것을 깨달은 상디는 오열하며 그 이유를 묻고, 제프는 상디가 자신과 똑같이 올 블루를 꿈꾸고 있기 때문이라 답하며, 만약 살아남는다면 해상 레스토랑을 차려 살고 싶다고 밝힌다. 지나가는 구조선에 기적적으로 구해진 상디와 제프는 그 다짐대로 레스토랑을 세워 운영해 왔고, 지금의 상디 역시 조금이라도 레스토랑을 지킬 각오를 벌이는 것이었다. 그러나 목숨을 구해준 은혜를 목숨을 바쳐 갚겠다는 상디의 각오에 제프는 화가 난 표정. 루피 역시 분노에 찬 표정으로 발라티에 레스토랑의 지느러미 무대를 다리로 내리찍어 박살내 버린다. |    |                                                                                    |                   |                 |   |                  |                             |
| 27 | 27 | "해적함대 총대장 깅과 상디의 전투" "冷徹非情の鬼人·海賊艦隊総隊長ギン"             | 우다 코노스케     | 다케가미 준키   | - | 2000년 5월 31일  | 2003년 8월 19일             |
| 루피가 배의 일부를 박살내자 모두가 경악하는 와중에 분노한 상디가 루피에게 달려든다. 이에 루피는 상디에게 이렇게 죽으라고 살려준 줄 아느냐고 일갈하며, 오너 제프의 은혜에 대한 진정한 보답이 무엇인지를 생각하게 만든다. 이 틈을 타 파알이 상디와 루피에게 덤벼든 그때, 깅이 끼어들어 파알의 강철 방패를 순식간에 아작내버린다. 상디가 물러설 뜻이 없음을 다시 한번 확인받은 깅은 클리크에게 상디는 자신이 처리하게 해달라고 양해를 구한다. 클리크가 이를 허락하고, 깅은 돈 클리크 해적단의 총대장으로서 상디와 대적한다. 앞서 파알의 공격을 맞아준 탓에 원래의 체력이 아닌 상디는 깅이 휘두르는 철막대에 쓰러지고, 몇 번의 반격에도 결국 쓰러져 깅에게 잡혀 버린다. 그러나 깅은 상디가 볶음밥을 건네며 했던 말들을 상기하며 도저히 상디를 죽일 수가 없다고 눈물을 흘린다. 깅은 다시 한번 클리크에게 은혜를 생각해 구원을 부탁하지만, 분노한 클리크는 깅을 반역자로 규정하며 독가스 살포를 준비한다. 이어 깅이 갖고 있던 마스크를 바다로 던져 버리라고 명하고, 깅은 클리크의 명을 따르기로 다짐한다. 독가스 폭탄이 발사되고 루피가 해적으로부터 마스크를 빼앗아 깅과 상디에게 던져준다. 루피도 우연히 발견한 마스크 하나를 집어 쓴 그때, 폭탄이 터지고 온 레스토랑에 독가스가 살포된다. |    |                                                                                    |                   |                 |   |                  |                             |
| 28 | 28 | "목숨을 건 싸움, 루피 VS 클리크" "死なねェよ!激闘ルフィVSクリーク"                 | 시미즈 준지       | 다케가미 준키   | - | 2000년 6월 7일   | 2003년 8월 25일             |
| 루피가 집어든 마스크는 알고 보니 깅이 다시 양보한 마스크였다. 독가스를 마시고 쓰러져 목숨이 위태로운 깅을 두고 돈 클리크는 그까짓 밥 한 끼 얻어먹었다고 목숨을 내버리느냐고 조롱을 이어간다. 분노한 루피는 클리크와의 무모해 보이는 대결에서 절대 죽지 않고 이기겠다고 다짐한다. 클리크의 철심 공격으로 루피는 팔다리에 철심이 박혀 피를 흘리지만, 이윽고 철심 망토로 무장한 클리크에게 맨주먹을 날린다. 손에 철심이 박혀가면서 날린 엄청난 근성에 두 번씩이나 나가떨어진 클리크는 비장의 무기 전기창을 꺼내들며 폭발 공격으로 루피를 상대하지만, 루피는 폭발을 아슬아슬하게 피해 가며 클리크의 틈새를 노린다. 그 모습을 본 제프는 수만가지 무기를 동원해도 가슴 속 신념이란 무기 하나를 이기지 못 한다고 평가한다. 제프의 말과 포기하지 않는 루피를 본 상디는 자신의 꿈과 신념을 마음 속에서 다시금 일으킨다. 한편 루피는 클리크의 전기창에 매달려 주먹을 날려가며 공략한 덕에 전기창을 부수는 데 성공한다. |    |                                                                                    |                   |                 |   |                  |                             |
| 29 | 29 | "승리의 비결, 가슴에 품은 한 자루의 창" "決闘の決着!腹にくくった1本の槍!"          | 후지세 준이치     | 다케가미 준키   | - | 2000년 6월 21일  | 2003년 8월 26일             |
| 클리크의 전기창까지 부수는 데 성공한 루피는 그대로 클리크의 몸에 고무고무 펀치를 박아버리지만, 클리크는 두터운 황금 갑옷을 절대로 부술 수 없다고 자신한다. 그러나 루피는 고무고무 도끼로 클리크를 다시 한번 내려찍고, 황금 갑옷은 그대로 박살나 버린다. 클리크는 마지막 발악으로 루피에게 철그물을 씌워 바다로 끌고 들어가지만, 허공에 뜬 루피는 그물 사이로 팔을 내보내 길게 뻗어 클리크를 붙잡은 뒤, 망치 기술로 레스토랑 바닥에 클리크의 머리를 내리찍으며 마무리한다. 그러나 루피는 그물 속에 갇힌 채 그대로 바닷속에 빠져 버리고, 악마의 열매 능력자의 약점대로 힘을 잃고 기절한다. 그 사실을 제프로부터 알게 된 상디는 곧바로 바다에 뛰어들고, 루피를 수면위로 끌어올리며 자신의 꿈과 그것을 향한 긍지에 대해 다시금 생각한다. 깅은 클리크를 한쪽 어깨에 메고 상디에게 미안함을 전하는 동시에, 언젠가 위대한 항로에서 다시 만나자는 작별인사와 함께 상디가 내어준 배를 타고 떠난다. 한편, 고잉메리호를 갖고 달아난 나미는 순간 루피 일행과의 기억이 떠올 눈물을 흘리고, 빨리 자유롭게 되고 싶다고 독백한다. |    |                                                                                    |                   |                 |   |                  |                             |
| 30 | 30 | "해상 레스토랑이여, 안녕!" "旅立ち!海のコックはルフィとともに"                     | 가도타 히데히코   | 다케가미 준키   | - | 2000년 6월 28일  | 2003년 9월 1일              |
| 정신을 차린 루피는 사건도 해결된 김에 이제는 떠날 준비를 한다. 동료가 되어달라는 루피의 권유에 상디는 아직 제프에게 인정받지 못한 만큼 때가 되지 않았다면서도, 자신이 꿈꾸는 올블루를 찾고 싶다고 루피에게 말한다. 하지만 그런 상디를 본 제프는 이제는 상디를 보낼 때가 왔다고 느낀다. 제프와 동료 요리사들은 상디가 만든 특제 수프를 일부러 맛없다고 딱 잘라 말하며 구박한다. 그러나 그것은 상디가 어떻게든 자신의 꿈을 향해 세상으로 나갈 수 있도록, 상디의 자존심을 건드리면서까지 계기를 만들어 주려는 깊은 마음이었다. 그 마음을 엿들은 상디는, 때마침 요삭이 돌아와 나미 누님의 행방을 찾았다고 전하자, 루피에게 동료로 함께 나서주겠다고 선언한다. 지난 추억들을 뒤로 한 채 말없이 떠나려던 상디는 감기 조심하라는 제프의 작별 인사에 참았던 눈물을 터뜨리고, 제프와 동료 요리사들에게 큰절하며 감사 인사를 올린다. 한편 나미는 정체를 알 수 없는 거대한 해적 본부에 도착한다. |    |                                                                                    |                   |                 |   |                  |                             |
| 코코야시 마을 편 |    |                                                                                    |                   |                 |   |                  |                             |
| 31 | 31 | "나미를 찾아, 아론파크에 가다" "東の海最悪の男!魚人海賊アーロン!"                  | 엔도 유지         | 시마다 미치루   | - | 2000년 7월 12일  | 2003년 9월 2일              |
| 루피는 상디, 요삭과 함께 나미의 뒤를 쫓는다. 요삭은 어인 해적단의 악명 높은 선장 아론을 루피에게 소개한다. 나미가 도착한 곳은 본인의 고향 코코야시 마을이 있던 섬으로, 그곳에는 아론 일당의 본부인 '아론 파크'가 있었다. 아론 일당은 해군 네즈미 대령에게 마을 사람들에게서 갈취한 돈을 상납하고, 네즈미 대령은 아론 일당의 횡포를 눈감아주고 있었다. 아론 파크의 정문에 도착한 나미는, 아론에게 살해당한 아버지의 복수를 갚겠다며 달려드는 아이를 때려눕힌다. 알고 보니 나미는 아론 일당과 한패로서, 여행 동안 모아온 돈을 아론에게 바치고 있었다. 앞서 루피의 부탁으로 나미를 따라 아론파크에 도착한 우솝과 조로, 죠니는 나미를 어떻게 찾을지 궁리한다. 정공법대로 쳐들어가자는 조로의 말에 겁먹은 우솝과 죠니는 조로가 제멋대로 나서지 않게 묶어놓는데, 갑자기 나타난 어인에게 놀라 도망치면서 조로는 그대로 어인들에게 잡힌다. 우솝은 박살나버린 섬 마을로 갔다가 파란 머리의 여인과 만나 그녀의 집으로 향한다. 아론 앞에 끌려간 조로는 이 섬에 온 목적을 추궁당하다 나미가 아론 일당과 함께 있는 것을 보고 놀란다. 이전까지 동료로서의 모습은 버리고 차갑게 돌변한 나미는 아론 일당의 무늬를 어깨에 새긴, 아론 파크의 간부였다는 사실이 드러난다. |    |                                                                                    |                   |                 |   |                  |                             |
| 32 | 32 | "코코야시 마을의 마녀, 나미!" "ココヤシ村の魔女!アーロンの女幹部"                  | 사카이 무네히사   | 시마다 미치루   | - | 2000년 7월 19일  | 2003년 9월 8일              |
| 배에서 식사 중이던 루피와 상디, 요삭은 얼룩소처럼 생긴 해양생물 '모옴'과 마주치고 곧바로 제압한다. 우솝이 만난 파란머리 여인의 이름은 '노지코'. 노지코가 우솝을 데려온 이곳은 나미의 집이며 나미는 아론 일당의 간부라는 사실을 알려준다. 우솝은 그 사실을 믿을 수 없다는 반응을 보이고, 노지코는 나미가 루피 일당과 함께 있으면서 행복해했다는 점에 놀란다. 한편, 나미는 아론이 자신더러 돈만 있으면 얼마든지 배신하는 마녀라 칭찬하는 것을 두고 언짢아한다. 그것을 눈치챈 조로는 나미의 본심을 시험하기 위해 온몸이 묶인 상태에서 바닷속으로 뛰어들어 버리고, 나미는 곧바로 조로를 바다에서 건져내지만, 여전히 아론 일당의 간부임을 증명하기 위해 조로를 때려눕힌다. 이후 아론과 간부들은 우솝이 나타났다는 보고를 듣고 코코야시 마을로 향했다가, 마을 순경 '겐조'가 몰래 무기를 모으던 것을 발견하고 반역을 꾀했냐며 몰아붙인다. 그 사이 아론 파크의 나미는 조로를 풀어주고 검을 돌려주며 도망가라고 말하지만, 조로는 그럴 생각이 없으면서도 한편으론 나미의 속사정이 뭔지 의아해한다. 겐조의 목숨이 위험에 처하자 노지코와 마을 사람들이 저항할 기세로 뛰쳐나오지만, 겐조는 살아남으려면 아론 일당의 횡포를 견디기로 결의하지 않았느냐며 말린다. 보다못한 우솝이 아론에게 화약성을 날려버리고, 어인들은 코코야시 마을을 쓸어버리려는 아론을 겨우 달래 돌아간다. 이 때 코코야시 마을로 온 나미는 언덕 위 작은 무덤에서 노지코가 지켜보는 가운데, '1억 베리를 모아 마을의 자유를 사겠다'고 자신의 다짐을 확인한다. 조로는 아론 파크의 어인들을 해치운 뒤 아론을 기다리고, 루피 일행은 모옴에게 배를 끌게 하여 아론 파크로 향한다. |    |                                                                                    |                   |                 |   |                  |                             |
| 33 | 33 | "우솝의 목숨이 위험해!" "ウソップ死す!?ルフィ上陸はまだ?"                          | 카이자와 유키오   | 시마다 미치루   | - | 2000년 7월 19일  | 2003년 9월 9일              |
| 아론에게 일격을 날리고 정신없이 도망치던 우솝은 자신을 뒤쫓던 어인 '츄'와 마주쳐 버린다. 아론 파크의 조로는 어인들을 쓸어버린 채 아론 일당을 기다리다, 이 사실을 모르던 문어형 어인 '핫찌'와 만나 등에 탄 채 코코야시 마을로 손쉽게 향한다. 뒤늦게 도착한 아론은 부하들이 쓰러진 것을 보고 분노하고, 자신들이 잡아두었던 조로가 해적 사냥꾼이며 누군가가 풀어주어 도망쳤다는 사실을 알고 긴장한다. 이윽고 우솝은 츄에게 잡혀 아론 앞에 선다. 어인들은 나미가 조로를 풀어준 것이 아닌지 의심하고, 아론 파크로 돌아온 나미에게 코코야시 마을 지도가 사실은 보물 지도가 아닌지 여부를 묻지만 나미는 답하지 않는다. 핫찌는 자신이 태워다 준 검사가 조로라는 사실을 알고 경악한다. 이 틈을 타 우솝은 아론을 공격하려 하지만 나미에게 제압당하고, 곧이어 나미에게 칼에 찔려 바다에 버려지면서, 나미의 배신을 눈으로 확인하고 만다. 이 모습을 본 어인들은 나미에 대한 의심을 풀어버린다. 이후 나미는 아론파크의 측량실로 가서 8년 전 그날 아론 일당과 처음 함께했던 날을 떠올린다. 때마침 배를 타고 아론 파크 인근에 도착한 루피 일행은 죠니로부터 나미가 우솝을 칼로 찔렀다는 소식을 듣고 충격에 빠진다. 같은 시각 섬 해변가에 망토를 뒤집어 쓴 누군가가 걸어간다. |    |                                                                                    |                   |                 |   |                  |                             |
| 34 | 34 | "밝혀진 나미의 진실" "全員集結!ウソップが語るナミの真実"                           | 시미즈 준지       | 시마다 미치루   | - | 2000년 7월 26일  | 2003년 9월 15일             |
| 나미를 진정한 동료로만 믿고 있던 루피는 분노한다. 이윽고 나미가 루피 일행 앞에 나타나 당장 이곳을 떠나라고 말하지만, 루피는 반드시 나미를 항해사로 데려가야 한다며 땅에 드러누워 버린다. 한편 마을 사람들의 신고를 듣고 출동한 다른 해군기지의 함선들이 코코야시 마을에 나타나지만 어인들의 위력으로 침몰해 버리고, 마을 사람들은 절망한다. 노지코는 아론 일당이 약속했던 1억 베리를 받고 나미를 그냥 보내주진 않을 것 같다고 짐작한다. 루피 일행 앞에 해변가를 걸어가던 의문의 사나이가 등장하는데 다름아닌 우솝이었다. 나미는 우솝을 찌르는 척 하며 자신의 손등을 찔렀던 것. 나미가 배신하지 않았음을 확인한 루피 일행은 나미를 아론 일당으로부터 구해내기로 결심한다. 그 사이 자신의 집에 찾아온 나미는 루피 일행과 함께 했던 시간을 떠올리며 사실은 그들과 계속하고 싶다는 속마음을 노지코에게 털어놓는다. 노지코는 루피 일행을 찾아가 나미의 과거를 들려주기로 하지만, 섬을 떠나고 싶어질 수도 있단 말에 루피는 듣지 않는 쪽을 택한다. 같은 시각 네즈미 대령이 마을에 나타나 겐조에게 나미의 집으로 안내하라 명령하고, 잠에 든 나미는 벨메일과의 옛 추억을 회상한다. |    |                                                                                    |                   |                 |   |                  |                             |
| 35 | 35 | "숨겨진 과거! 여전사 벨메일" "秘められた過去!女戦士ベルメール!"                    | 가도타 히데히코   | 시마다 미치루   | - | 2000년 8월 2일   | 2003년 9월 16일             |
| 어디론가 향하던 루피는 어인들과 마주치지만 아무런 시비도 걸지 않고 그대로 지나친다. 노지코는 루피를 빼고 우솝, 상디, 조로에게 나미의 과거 이야기를 들려준다. 나미 역시 코코야시 마을의 지도를 끌어안으며 곧 있으면 예전의 마을로 돌아갈 수 있다고, 이 자리에는 없는 벨메일에게 말을 건넨다. 8년 전, 나미는 항해술과 지도 그리기에 재능이 있던 소녀로, 책방에서 책을 훔치다 겐조에게 붙잡히곤 하는 도둑고양이로 유명했다. 친모는 아니지만 나미를 자식처럼 아껴 주는 벨메일, 그리고 자매처럼 지내는 노지코와 살면서 가난해도 행복한 나날을 보내던 시절. 어느 날 나미는 노지코와 벨메일이 친언니도, 친엄마도 아니라고 서러워하다 벨메일한테서 뺨을 맞고 집을 나가 버린다. 겐조 아저씨를 찾아간 나미는, 먼 옛날 해병 출신이던 벨메일이 죽음을 목도한 그 때 어린 아기였던 나미와 노지코를 거둬들여 삶의 의지를 되찾았다는 이야기를 전해듣는다. 벨메일에게 심한 말을 했음을 반성한 나미는 벨메일의 부름을 받고 찾아온 노지코와 함께 집으로 돌아간다. 그렇게 평화롭던 마을에 위대한 항로에서 건너온 아론 일당이 쳐들어온다. 아론 일당은 어른 두당 10만 베리, 어린아이 두당 5만 베리씩 공납금을 바치라고 명령한다. 마을 사람들은 벨메일이 가난한 형편에 20만 베리를 낼 수가 없을 거라며 걱정하고, 이것을 알게 된 나미와 노지코는 아론 일당에 앞서 벨메일네 집으로 달려간다. |    |                                                                                    |                   |                 |   |                  |                             |
| 36 | 36 | "벨메일과 나미의 선택" "生き抜け!母ベルメールとナミの絆!"                          | 우다 코노스케     | 시마다 미치루   | - | 2000년 8월 9일   | 2003년 9월 22일             |
| 벨메일은 아론 일당에게 저항해 보지만 곧바로 제압당하고 철저히 짓밟혀 버린다. 그 모습을 멀리서 지켜보다 뛰어들려는 나미와 노지코를 마을 사람들이 한시코 말린다. 벨메일의 호적에 아이들이 있단 기록은 없으므로, 두 아이가 없는 척을 하면 위기를 넘길 수 있다는 것이었다. 그러나 언젠가는 나미와 노지코가 아론에게 발각될 것을 고민한 벨메일은, 자신의 몫으로 내놓았던 10만 베리를 두고 사실은 내 두 딸의 몫이라고 말을 바꾼다. 아론은 아이들은 건드리지 말라는 벨메일의 말을 수용한 대신 벨메일의 목숨값을 받아가기로 한다. 벨메일은 두 딸에게 더 잘해주지 못했다며 용서를 구하고, 오열하는 아이들과 아론 일당에게 저항하는 주민들을 뒤로 한 채, 나미와 노지코를 사랑한다는 유언과 함께 아론에게 총살당한다. 아론 일당은 벨메일이 갖고 있던 나미의 해도를 보고 어린애의 재능에 감탄해하며 끌고 간다. 절망 속에 빠진 마을 사람들은 끌려간 나미를 다시 구출하기로 하지만, 때마침 마을에 나타난 나미가 돈뭉치를 내보이며, 아론 일당과 함께 일하며 해도를 그려주기로 했다고 밝힌다. 경악하는 마을 사람들에게 나미는 벨메일처럼 착하게 죽긴 싫다고 대꾸하고, 겐조 아저씨는 더 이상 마을에 찾아오지 말라고 내쫓는다. 그날 밤, 노지코는 나미가 1억 베리에 코코야시 마을의 자유를 사기로 약속했음을 전해듣고, 반드시 그 약속을 지키겠다고 각오하는 나미를 보며 눈물을 흘린다. 나미의 과거를 들은 상디와 우솝은 반드시 나미를 구해내겠다고 다짐하지만, 노지코는 지난 8년간 나미의 외로운 싸움을 헛수고로 남길 셈이냐며 막아선다. 같은 시각 나미는 손에 얻은 보물과 돈을 집앞 귤밭 구덩이에 차근차근 모아둔 나날을 회상하고, 이제 한 번만 더 다녀오면 1억 베리에 도달한다고 기뻐한다. 그 때 벨메일의 집에 나타난 네즈미 대령은 나미가 해적들에게서 빼앗아온 돈과 보물을 전부 몰수하겠다고 선언한다. |    |                                                                                    |                   |                 |   |                  |                             |
| 37 | 37 | "아론의 배신, 루피 나서다!" "ルフィ立つ!裏切られた約束の結末"                      | 후지세 준이치     | 시마다 미치루   | - | 2000년 8월 16일  | 2003년 9월 23일             |
| 8년 동안 처절하게 모아왔던 자유의 꿈이 빼앗길 위기에 처하자 나미는 해군들에게 저항하기 시작한다. 함께 찾아온 겐조 역시 마을을 구하기 위한 돈이라며 손대지 말라 외친다. 자신이 돈을 모으고 있단 사실을 노지코에게만 알렸던 나미는, 겐조 아저씨가 이미 사정을 다 알고 있었지만, 나미가 포기하고 싶을 때 자신들의 기대가 걸림돌이 될까 모른 척 대해왔음을 알게 된다. 그와 동시에 해군들이 1억 베리라는 액수까지 알고 있다는 사실에서, 아론이 네즈미 대령과 작당했음을 비로소 깨닫는다. 기어코 나미의 보물들을 찾아낸 해군은 노지코를 총으로 쏴 다치게 한다. 배신감에 분노가 치밀어오른 나미는 아론 파크로 달려간다. 어째서 약속을 지키지 않느냐는 나미의 말에 1억 베리는 다시 모으면 된다며, 도망이라도 간다면 마을 사람들은 죽게 된다고 비웃는다. 이후 아론에게 저항할 것을 다짐한 마을 사람들은 1억 베리를 다시 모으면 된다며, 칼을 들면서까지 막아세우는 나미에게 그동안 혼자 싸우느라 고생 많았다는 말과 함께 그대로 아론 파크로 향한다. 엄청난 좌절과 무기력감에 빠진 나미는 들고 있던 팔로 아론 일당의 무늬가 새겨진 어깨를 수차례 내리찍는다. 나미의 곁에 다가와 말리는 루피에게, 나미는 눈물을 흘리며 도와달라고 부탁한다. 루피는 자신이 제일 소중히 여기는 밀짚모자를 나미에게 씌워주며 화답하고, 조로, 우솝, 상디와 함께 아론 파크로 향한다. 마을 사람들과 죠니, 요삭이 모인 가운데, 루피 일행은 아론 파크의 대문을 박살내고 아론에게 도전장을 내민다. |    |                                                                                    |                   |                 |   |                  |                             |
| 38 | 38 | "인어족 VS 루피해적단, 바다에 빠진 루피!" "ルフィ大ピンチ!魚人VSルフィ海賊団"      | 엔도 유지         | 시마다 미치루   | - | 2000년 8월 23일  | 2003년 9월 29일             |
| 루피는 감히 우리 항해사를 울렸다며 어인들과 아론에게 주먹을 날리고, 조로와 우솝을 본 어인들은 나미가 정말 배신했음을 깨닫는다. 죠니와 요삭은 마을 사람들이 루피 일당의 싸움에 끼어들지 않도록 박살난 대문 앞을 지킨다. 핫찌가 모옴을 불러 상대하게 하지만, 루피는 모옴을 들어올려 날려버리지만, 이 과정에서 루피의 발이 바닥에 박혀 움직일 수 없게 된다. 상디와 조로는 아론 일당의 간부들과 신경전을 벌이고, 우솝은 츄에게 폭탄을 날려 주의를 끌고는 아론 파크 밖으로 도망친다. 그 때 아론이 재밌는 게임 하나 하자며 발이 묶인 루피를 통째로 바닷속으로 던져 버린다. 조로와 상디는 지금 루피를 구하러 가면 어인들만 유리해지므로 간부들부터 쓸어뜨리기로 하고, 상디는 가오리 어인 '쿠로오비', 조로는 문어 어인 핫짱을 상대하기 시작한다. |    |                                                                                    |                   |                 |   |                  |                             |
| 39 | 39 | "루피를 구해야 해! 조로 VS 문어 핫짱" "ルフィ水没!ゾロVSタコのはっちゃん"          | 시미즈 준지       | 시마다 미치루   | - | 2000년 8월 30일  | 2003년 9월 30일             |
| 깊은 바다에 빠져 숨이 막힐 위기에 처한 루피를 구하기 위해 겐조와 노지코가 나선다. 핫짱을 상대하게 된 조로는 앞서 미호크에게 당한 가슴의 상처로 온전히 제 힘을 발휘하지 못한다. 조로의 상태를 신경 쓰던 상디도 쿠로오비의 틈새 공격에 쓰러진다. 그러나 조로는 미호크를 이기고 세계 최강의 검객이 되어야 한다는 각오를 떠올리며 흐려진 의식을 재각성하고, 팔 여섯 개를 이용한 육도류를 운운하는 핫찌에게 자신이 든 검의 무게는 다르다는 말과 함께 날카로운 일격으로 쓰러뜨린다. 루피를 구하러 바다로 들어가려는 조로에게 상디는 어인들이 바다에서 더 강하다는 점을 상기시키고, 되려 자신이 몸을 던진다. 겐조와 노지코는 루피의 목을 수면 밖으로 늘려 인공호흡을 하고, 상디는 루피의 발이 걸린 바닥파편을 발차기로 부수려 하지만, 쿠로오비가 바다로 뛰어들어 상디를 공격하기 시작한다. 마을에 남아 있던 나미는 칼로 찍은 어깨를 붕대로 감싸고 동료들이 있는 아론 파크로 향한다. |    |                                                                                    |                   |                 |   |                  |                             |
| 40 | 40 | "자랑스런 용사, 상디와 우솝" "誇り高き戦士!激闘サンジとウソップ"                   | 이케다 요코       | 시마다 미치루   | - | 2000년 9월 6일   | 2003년 10월 6일             |
| 바닷속에서 숨을 쉴 수 없게 된 상디는 어인 쿠로오비를 상대하면서 고전한다. 이윽고 쿠로오비의 아가미에 숨을 불어넣는 기지를 발휘한 상디는 다시 뭍으로 올라온 뒤 쿠로오비를 발차기로 땅에 내리쳐 마무리한다. 같은 시각 어인 츄에게 도발한 뒤 도망다니던 우솝은 케찹 폭탄으로 죽은 척을 하여 위기를 벗어나려다, 함께 다니던 동료들이 목숨을 내놓고 싸우고 있음을 떠올리고, 자신도 츄에게 당당히 맞서 싸워 이기겠다고 다짐한다. 우솝은 술병을 깨뜨려 츄의 몸에 불을 붙인 뒤 망치로 사정없이 내리쳐 승리한다. 노지코가 루피의 발을 빼내려는 사이, 조로와 우솝은 몸소 전투에 나선 아론을 상대하지 못한다. 그 때 나미가 아론 파크에 나타나 아론을 죽이러 왔다고 큰소리친다. |    |                                                                                    |                   |                 |   |                  |                             |
| 41 | 41 | "루피의 부활!" "ルフィ全開!ナミの決意と麦わら帽子"                                 | 사카이 무네히사   | 시마다 미치루   | - | 2000년 9월 13일  | 2003년 10월 7일             |
| 아론은 나미에게 자신들의 해적단으로 들어온다면 루피 일행은 죽이더라도 마을 사람들은 살려주겠다고 제안한다. 그러나 자신을 소중히 생각하여 밀짚모자를 씌워준 루피를 떠올린 나미는 오히려 마을 사람들과 항전을 결의하며 아론은 당황시킨다. 때마침 루피가 물을 토하며 깨어나고, 상디가 다시 바다로 들어가 돌을 깨뜨리는 사이, 조로가 조금이나마 남은 기력으로 아론을 상대하기로 한다. 조로는 아론의 톱날코를 칼로 내려쳐 보지만 부러뜨리지 못하고, 루피의 발을 빼려는 상디와 노지코에게 핫찌가 내려가 막는다. 조로를 붙잡은 아론은 가슴의 붕대를 풀었다가 미호크가 남긴 엄청난 상처를 보고 초월적인 정신력에 경악한다. 그 사이 상디는 드디어 루피의 발을 묶어놓던 바닥파편을 발차기로 깨뜨리고, 풀려난 루피는 아론과의 결전에 나선다. |    |                                                                                    |                   |                 |   |                  |                             |
| 42 | 42 | "아론의 맹공격, 조심해 루피!" "炸裂!魚人アーロン海からの猛攻撃!"                   | 카도타 히데히코   | 시마다 미치루   | - | 2000년 9월 27일  | 2003년 10월 13일            |
| 루피는 인간 같은 하등종족은 어인을 이길 수 없다며 신경전을 벌이는 아론에게, 동료들의 도움을 받지 않으면 아무것도 못하지만, 너 하나만은 이길 수 있다고 다짐한다. 루피의 주먹에 아론의 이빨이 박살나지만, 상어 어인인 아론은 이빨을 얼마든지 교체하는 능력이 있었다. 이어지는 루피의 방어에 아론은 바닷속으로 들어가 위력을 강화하고 재공격에 나섰으나 여전히 상대가 되지 못한다. 결국 날카로운 눈빛과 함께 각성한 아론은 톱칼을 들어 휘두르고, 루피가 이를 피하는 과정에서 아론 파크의 꼭대기층에 오른다. 꼭대기층 왼쪽방에 들어온 루피는, 아론으로부터 이곳이 나미가 어린 시절 끌려와 억지로 해도를 그리던 측량실이란 사실을 알게 된다. |    |                                                                                    |                   |                 |   |                  |                             |
| 43 | 43 | "인어제국의 최후" "魚人帝国の終り!ナミは俺の仲間だ"                                | 시미즈 준지       | 시마다 미치루   | - | 2000년 9월 27일  | 2003년 10월 14일            |
| 나미가 쓰던 펜을 발견하고 분노에 잠겨 있던 루피는, 나미가 영원히 우리들의 도구라는 아론의 망발에 측량실을 있는 힘껏 박살내기 시작한다. 책장과 해도 조각이 밖으로 떨어지는 것을 목격한 나미는 루피의 의도를 깨닫고 울음을 터뜨린다. 그동안 그려왔던 해도가 망가지는 꼴을 두고 볼 수 없던 아론이 루피에게 달려들자, 루피는 아론의 뾰족코를 부러뜨린 다음, '고무고무 도끼'로 발을 아론파크 상공 멀리까지 힘껏 올린 뒤 내리꽂는다. 엄청난 위력에 아론파크는 반토막이 나 버리고, 발을 직격으로 맞은 아론은 지하층에 처박혀 버린다. 먼지구름과 함께 무너져 버린 아론파크의 잔해 속에서 일어난 루피는 '나미는 내 동료'라고 외치고, 나미 역시 화답하고는 밀짚모자를 돌려준다. 축제 분위기인 마을 사람들 앞에 네즈미 대령이 해병들을 이끌고 나타나 해적들을 체포하겠다고 엄포를 놓지만, 루피 일행에게 모두 혼쭐이 난다. 그곳에서 겨우 도망친 네즈미 대령은 해군 본부에 루피의 사진을 보내며 현상금을 걸어야 한다고 보고한다. |    |                                                                                    |                   |                 |   |                  |                             |
| 44 | 44 | "잘 있거라, 코코야시 마을!" "笑顔の旅立ち!さらば故郷ココヤシ村"                    | 우다 코노스케     | 시마다 미치루   | - | 2000년 10월 11일 | 2003년 10월 20일            |
| 루피 일행은 마을 사람들의 잔치에 초대받고, 조로는 마을 닥터에게 가슴의 상처를 치료받는다. 나미는 벨메일의 무덤 앞에서 노지코와 겐조 아저씨에게 이제는 루피의 동료로서 바다로 나아가겠다고 선언한다. 이후 닥터에게 아론의 문신을 지워달라 부탁한 나미는, 노지코가 나미의 처지에 공감한다는 뜻으로 일부러 비슷한 문신을 했던 추억을 떠올린다. 그날 밤, 무덤 앞에서 하늘나라의 벨메일에게 두 아이가 얼마나 컸는지를 말하던 겐조는 자기 앞에 나타난 루피에게 이제 나미의 미소를 빼앗는 일이 생긴다면 절대 용서하지 않겠다고 말한다. 나미도 세계를 해도로 그리겠다는 자신의 꿈을 위해 떠난다고 벨메일에게 전하고, 벨메일이 자신을 떠밀어 주는 환영을 본다. 다음 날 고잉메리호가 출항하기 직전, 나미는 온 마을 사람들의 지갑을 순식간에 훔쳐가는 묘기와 함께 배에 올라탄다. 밀짚모자 해적단과 코코야시 마을 사람들이 작별 인사를 나누고, 닥터는 겐조에게 나미가 어깨에 그린 새 문신이 벨메일의 귤과 겐조 아저씨의 바람개비를 상징하는 문양이었음을 밝힌다. 어린 시절 나미가 겐조의 험상궂은 인상에 자꾸 겁먹고 울어대자, 모자에 바람개비 하나를 달며 나미가 보고 웃도록 했던 추억이었다. 귤 하나와 바람개비가 놓여 있는 벨메일의 무덤을 뒤로 하고 고잉메리호는 먼 바다로 향한다. |    |                                                                                    |                   |                 |   |                  |                             |
| 45 | 45 | "현상수배! 루피, 세상에 널리 알려지다" "賞金首!麦わらのルフィ世に知れ渡る"         | 이케다 요코       | 다케가미 준키   | - | 2000년 10월 25일 | 2003년 10월 27일            |
| 선상에서의 여유로운 하루를 보내던 밀짚모자 해적단은 신문 속 루피의 수배전단지를 배달 받고 경악한다. 시롭 마을의 메리도 카야에게 루피의 수배서를 보여주고, 카야는 루피의 사진 속에 작게 찍힌 우솝을 보며 지난날을 추억한다. 해군에 들어가 잡일을 하던 코비는 수배서를 보고서 루피를 다시 만나는 그날 부끄럽지 않은 해병으로 성장하기로 다짐하고, 감옥에 갇힌 모건 대령도 수배서에 놀라움을 금치 못한다. 해상 레스토랑 발라티에도 수배서가 내걸리고, 제프는 상디가 떠나며 큰절 올리던 그 날을 회상한다. 현상금이 걸렸다며 좋아하는 루피, 상디, 우솝과는 달리 나미와 조로는 해군과 현상금 사냥꾼이 자신들을 노리게 되었다고 걱정한다. 그 때 풀보디의 함선이 고잉메리호에 나타나고, 지난 사건으로 좌천된 풀보디는 루피의 현상금을 얻겠다며 덤벼보지만 오히려 혼쭐난 채 도망가 버린다. 한편, 매의 눈 미호크는 위대한 항로 어딘가에 있던 샹크스를 찾아가 루피의 수배서를 보여주고, 샹크스는 기뻐하며 미호크와 술잔을 나눈다. 루피의 고향인 후샤 마을에도 루피의 수배전단지가 전해지고 술집에 모인 마을 청년들이 축하하지만, 루피가 꿈을 이루며 즐거워한다는 마키노와는 달리 촌장은 시름깊은 반응을 보인다. 이후 고잉메리호는 위대한 항로로 들어가기 전, 해적왕 골드로저의 고향이자 죽음을 맞이했던 '로그 타운'으로 향하기로 한다. 마지막으로 뗏목을 탄 누군가와 미인 해적이 루피의 수배서를 보며 웃음짓는다. |    |                                                                                    |                   |                 |   |                  |                             |
| 버기의 모험 편 |    |                                                                                    |                   |                 |   |                  |                             |
| 46 | 46 | "작은 버기의 대모험" "麦わらを追え!小さなバギーの大冒険"                           | 사카이 무네히사   | 다케가미 준키   | - | 2000년 11월 1일  | 2003년 10월 28일            |
| 평범한 일상을 보내던 밀짚모자 해적단은 문득 버기가 어떻게 되었을지 궁금해 한다. 고무고무 바주카에 멀리 날아가버린 버기는 작은 섬에서 큰 새와 만나 잡아먹힐 뻔한 소동을 겪고, 다시 다른 섬으로 날아가 버린다. 그곳은 보물상자에 끼인 사나이 가이몬이 지키던 섬이었다. 버기와 가이몬은 처음에는 신경전을 벌이다, 둘 모두 해적임을 알고 술잔을 기울이며 친해진다. 다시 뗏목을 타고 가이몬의 섬을 떠나려던 버기는 초거대 게와 마주쳐 위기에 빠질 뻔하다, 어느 미녀 해적과 만나 구사일생한다. 미녀 해적은 루피의 수배전단지를 보여주며 버기와 손을 잡자고 제안한다. |    |                                                                                    |                   |                 |   |                  |                             |
| 47 | 47 | "버기해적단 재결성!" "お待ちかね!ああ復活のバギー船長"                             | 카도타 히데히코   | 다케가미 준키   | - | 2000년 11월 8일  | 2003년 11월 3일             |
| 난데없이 두목이 사라져버린 버기 해적단. 해적단의 간부 모지와 카바지는 어느 섬에 상륙해 버기의 장례식을 치러주고, 버기의 뒤를 누가 이을 것인가를 놓고 끝장 승부를 벌인다. 밤새도록 싸우던 두 사람 앞에 잠을 자던 맹수 리치가 꿈을 꾸면서 두 사람을 우연히 때려눕히고 버기 해적단의 새 두목이 된다. 그러나 그 섬의 식인종 쿠마테족과 마주쳐, 해적단 전원이 잡아먹힐 위기에 처한다. 한편 같은 섬에 왔다가 자기 해적단의 배를 발견하고 기뻐한 버기는 쓰러져 있던 모지와 카바지를 발견하고 해적단이 쿠마테족에게 끌려갔음을 알아낸다. 이윽고 두 부하와 함께 나타나 쿠마테족을 모조리 쓸어버린 버기는 해적단의 부활을 선언하는 한편, 자신과 동행한 미녀 해적의 이름을 궁금해 한다. 그 시각 밀짚모자 해적단은 로그 타운을 앞두고 마을에서 각자의 준비 시간을 보내기로 하고, 루피는 해적왕의 시작과 끝이 서려 있는 마을임을 되새긴다. |    |                                                                                    |                   |                 |   |                  |                             |
| 로그 타운 편 |    |                                                                                    |                   |                 |   |                  |                             |
| 48 | 48 | "골드로저의 마을, 로그타운 상륙!" "始まりと終わりの町·ローグタウン上陸"            | 후지세 준이치     | 시마다 미치루   | - | 2000년 11월 22일 | 2003년 11월 10일            |
| 로그타운에 상륙한 밀짚모자 해적단은 시내를 즐겁게 거닐며 각자에게 필요한 물자를 둘러본다. 한편 로그타운에 상주하던 '스모커 대령'은 뭉게뭉게 열매의 능력자로, 그동안의 해군과는 달리 자상하면서도 불의의 해적들을 빈틈없이 다스리려는 성격이었다. 현상금이 걸린 밀짚모자 루피를 체포할 기회를 기다리며 해적들을 소탕하던 스모크는, 골드로저의 사형장을 찾는 루피와 정작 마주치고서도 알아보지 못하고 그냥 보내준다. 그 시각 미호크와의 승부로 칼 두 자루를 새로 장만하려던 조로는 우연히 마을에서 시비가 걸린 여자를 구해주었다가, 그 여자가 죽은 쿠이나와 완전히 똑같이 생긴 것을 보고 당황한다. 골드로저의 처형대를 찾아 헤매던 루피는 외진 술집으로 들어서고, 루피의 꿈을 알아본 그 술집 주인으로부터 해적왕의 옛 이야기를 전해듣는다. 루피가 떠난 지 머지않아 스모커가 술집을 찾고, 22년 전 골드 로저가 사형당한 그 날을 회상한다. 죽음으로 끌려가는 데도 긍지 높은 왕자처럼 보인 골드 로저는, 자신이 발견한 대비보 '원피스'가 어디 있느냐는 누군가의 물음에, 남겨두고 왔으니 찾으라는 유언을 남기고 처형당했다. 해적왕의 말에 광장에 모인 모두가 환호하며, 대해적시대의 서막을 알렸던 것이었다. 회상을 마친 스모커는 부하로부터 루피의 수배서를 전달받고 자신이 만난 소년의 정체를 비로소 알게 된다. 루피도 드디어 광장에 서서 골드 로저의 처형대를 바라본다. |    |                                                                                    |                   |                 |   |                  |                             |
| 49 | 49 | "조로의 신검과 해군검객 타시기!" "三代鬼徹と雪走!ゾロの新刀と女曹長"               | 우에다 요시히로   | 시마다 미치루   | - | 2000년 11월 22일 | 2003년 11월 24일            |
| 처형대로 올라가는 루피 앞에 스모커 대령이 나타나 자신을 쓰러뜨리지 않으면 위대한 항로에 들어갈 수 없다고 선언하고, 루피는 그럼 스모커를 쓰러뜨리겠다고 반응하고서 주먹을 날리려다 시내 어딘가로 멀리 날아가 버린다. 같은 시각 버기 해적단과 미녀 해적도 로그 타운에 도착해 있었다. 한편, 타시기의 안경을 의도찮게 부숴버린 조로는 그녀가 근무하는 해군 부대에서 걸레질을 돕다가 해병들에게 들켜 안경값을 남기고 도망친다. 삼검술을 쓰려면 검 두자루를 사야 하는 조로는 무기상에 들어갔다가 주인에게 쿠이나의 검 '화도일문자'를 보여준다. 우연히 같은 가게에 들어와 검에 대한 지식을 나누던 타시기는 전세계 악당들의 명검을 모두 수집하는 꿈을 갖고 있었다. 조로는 요도 (귀신들린 검)로 전해지는 '3대 귀철'을 집어들고, 저주를 받을 거란 주인의 경고에 자신의 왼팔을 걸고 운을 시험한다. 귀철을 허공에 높이 던지자 뱅글뱅글 돌아가더니 조로의 팔을 가까쓰로 비켜나간다. 조로를 훌륭한 검객으로 높이 평가한 주인은 그 집 최고의 칼인 '유바시리'를 하나 더 추천한 뒤 두 자루 모두 값을 치르지 않고 그냥 건넨다. 한편 버기는 루피와 우연히 마주쳐 반드시 혼내주겠다 벼르고, 스모커와 타시기도 루피를 체포하고 말겠다고 다짐한다. |    |                                                                                    |                   |                 |   |                  |                             |
| 50 | 50 | "한낮의 결투! 우솝 VS 총잡이 아빠!" "ウソップVS子連れのダディ真昼の決闘"           | 도코로 카츠미     | 시마다 미치루   | - | 2000년 11월 29일 | 2003년 12월 1일             |
| TV 오리지널 에피소드. 현상금 사냥꾼 '대디 마스터슨'은 로그타운의 해적들을 잡아 해군에 넘기고 있었다. 한편 필요한 물건들을 다 장만한 우솝은 마지막으로 자기에게 딱 알맞는 저격수용 고글을 어느 가게에서 발견하는데, 미처 계산하기도 전에 우아하면서도 얄미운 소녀 '캐롤'이 낚아채 버린다. 캐롤과 실랑이하던 우솝 앞에 대디 마스터슨은 딸을 괴롭히지 말라며 총잡이 결투를 신청한다. 여기까지 와서 질 것을 두려워한 우솝이 용서를 구하자, 대디 마스터슨은 수년전 해군 소위였던 시절 우솝의 아버지 '야솝'과 결투를 벌였던 일화를 들려준다. 결투에서 쓰러진 대디 마스터슨에게 딸이 있는 것을 알게 된 야솝은 자기 아들을 생각하며 목숨을 구원해주고 떠났고, 그날 이후로 대디 마스터슨은 해적이 살려주었다는 부끄러움에 해군을 그만두고 현상금 사냥꾼이 되었다. 이야기를 들은 우솝은 눈물을 흘리며, 겁쟁이의 모습을 보인 조금 전까지의 자신을 반성한다. 용기를 얻은 우솝의 재도전에 대디 마스터슨은 멀리 있는 풍향계의 조그만 점을 구멍내자는 승부를 걸고, 우솝은 저격에 성공한다. 캐롤로부터 고글을 돌려받은 우솝은 대디처럼 진정한 용자가 되기로 다짐한다. |    |                                                                                    |                   |                 |   |                  |                             |
| 51 | 51 | "정열의 요리사, 카르멘!" "炎の料理バトル?サンジVS美人シェフ"                       | 사카이 무네히사   | 시마다 미치루   | - | 2000년 12월 6일  | 2003년 12월 1일             |
| TV 오리지널 에피소드. 로그 타운의 정열의 요리사 '카르멘'은 신문에서 발라티에 레스토랑의 상디를 명요리사로 일컬은 기사를 읽고, 질투심에 불타며 상디를 찾아 요리 대결 승부를 걸어온다. 재료 준비를 위해 수산시장을 둘러보던 상디는 위대한 항로 인근의 해류로 흘러들어온 거대 희귀 생선 '엘리펀트 참다랑어'를 보고, 어린 시절 견습생 때 도감에서 읽었던 기억을 떠올린다. 엘리펀트 참다랑어가 연중에 한번 있는 요리대전의 우승 상품이란 사실을 전해들은 상디는 그길로 대회에 출전한다. 결승에서 카르멘과 대결하게 된 상디는 위대한 항로에서 올블루를 찾겠다는 마음가짐을 살려 명요리를 선보이고, 카르멘은 패배를 인정한다. 상디와 나미, 우솝이 엘리펀트 참다랑어를 배로 들고 가던 그 시각, 루피는 다시 한번 광장의 처형대 위로 오르고, 그 사실을 알게 된 스모커와 미녀 해적이 루피를 찾아간다. |    |                                                                                    |                   |                 |   |                  |                             |
| 52 | 52 | "버기의 복수, 처형대에 선 루피!" "バギーのリベンジ!処刑台で笑う男"                 | 가도타 히데히코   | 시마다 미치루   | - | 2000년 12월 13일 | 2003년 12월 15일            |
| 처형대가 있는 마을 광장에 미녀 해적이 나타나고, 루피에게 자신의 정체가 해적 알비다라고 밝힌다. 뚱뚱하고 못생겼던 알비다가 루피의 주먹을 맞은 뒤 악마의 열매 능력으로 미녀로 변했던 것. 뒤이어 나타난 버기는 루피의 목과 손에 칼을 채우며 루피를 처형해 버리겠다고 엄포를 놓는다. 이 소식을 들은 밀짚모자 해적단 일행은 경악하며 광장으로 달려가고, 해적들이 해적을 잡으려 한다는 사실에 스모커는 상황을 지켜보다 전원 체포하기로 한다. 버기가 루피의 목에 장검을 내리치려는 순간, 루피는 구조하러 달려오는 조로와 상디에게 웃으며 나 죽는다고 태연히 말한다. 그 때 하늘에서 내리친 번개가 처형대에 직격하고 힘없이 쓰러진다. 기절한 버기로부터 가까쓰로 살아난 루피는 곧바로 배를 타고 떠나기로 한다. 스모커는 처형대에서 웃은 루피를 보고 죽음을 받아들이며 웃었던 골드로저를 다시 떠올리며, 어쩌면 하늘이 저들을 돕는 것이 아닌가 의심한다. 루피 일행이 고잉메리호로 되돌아가던 그 시각, 엄청난 폭우 속에서 얼굴에 문신을 한 의문의 남자가 나타난다. |    |                                                                                    |                   |                 |   |                  |                             |
| 53 | 53 | "전설은 시작됐다, 위대한 항로로 출발!" "伝説は始まった!目指せ偉大なる航路"         | 켄 코야마         | 시마다 미치루   | - | 2001년 1월 7일   | 2003년 12월 15일            |
| 두건을 쓴 의문의 문신남은 골드로저가 처형식 때 되뇌었던 인간의 꿈과 자유의지에 관한 명언을 되새긴다. 뒤늦게 정신을 차린 버기는 해적단원들에게 루피를 찾으라 명령하지만, 스모커 대령이 나서 뭉게뭉게 열매의 능력으로 버기와 알비다 해적단을 모조리 체포해 버린다. 한편 고잉메리호로 향하던 루피와 조로, 상디의 앞에 타시기가 나타나, 조로에게 쿠이나의 '화도일문자'를 압수하겠다며 승부를 건다. 그러나 조로는 타시기를 죽이지 않고 적당히 제압하는데, 타시기가 이유를 묻자 조로는 죽은 쿠이나의 얼굴과 똑 닮았다며 솔직히 말한다. 이후 배로 달려가던 상디와 루피 앞에 스모커와 해병들이 가로막지만, 문신남이 다시 나타나 스모커를 제압한다. 밀짚모자 해적단이 고잉메리호를 타고 도망치는 것을 허락해 버린 스모커는 문신남 '드래곤'에게 저들을 도와주는 이유를 묻지만 스모커는 도리어 사나이의 출항을 방해할 이유는 없다고 답한다. 스모커와 타시기는 루피를 체포하기 위해 위대한 항로로 들어가기로 마음먹고, 버기와 알비다 해적단도 똑같이 뒤쫓아 가기로 한다. 위대한 항로의 입구로 진입하기에 앞서 밀짚모자 해적단은 쏟아지는 빗속에서 나무통에 발을 올리고 각자가 이루고 싶은 꿈을 이루기로 다짐한다. |    |                                                                                    |                   |                 |   |                  |                             |
| 천년용 편 (TV 오리지널) |    |                                                                                    |                   |                 |   |                  |                             |
| 54 | 54 | "신비한 소녀, 아피스!" "新たなる冒険の予感!謎の少女アピス"                         | 우다 코노스케     | 다케가미 준키   | - | 2001년 1월 17일  | 2003년 12월 22일            |
| 해군 '넬슨 로얄 델튼'의 함선에 붙잡혀 있던 소녀 '아피스'가 나룻배를 타고 탈출하자 선글라스를 쓴 부하가 그 뒤를 쫓는다. 위대한 항로로 향하던 밀짚모자 해적단은 바다에서 기절해 있던 아피스를 구조한다. 처음엔 두려움에 떨었지만 하룻밤을 보내면서 마음을 연 아피스는 '군함섬'이라는 곳으로 돌아가고 싶다는 소망을 밝히고, 밀짚모자 해적단은 그 소망을 흔쾌히 들어주기로 한다. 선글라스를 낀 해군 부하는 아피스를 붙잡아야 하는 이유가 사실은 불사의 묘약, 용골의 단서이기 때문이라고 밝힌다. 해군함이 추적해오는 것을 알아차린 나미는 고잉메리호의 선수를 남쪽으로 돌렸다가, 아무런 바람이 불지 않아 돛으로는 꼼짝할 수 없는 '캄 벨트'에 들어오고 만다. |    |                                                                                    |                   |                 |   |                  |                             |
| 55 | 55 | "아피스의 비밀과 잃어버린 섬의 전설" "奇跡の生物!アピスの秘密と伝説の島"           | 코사카 하루메     | 다케가미 준키   | - | 2001년 1월 24일  | 2003년 12월 29일            |
| 위대한 항로를 남북으로 둘러싼 '캄 벨트'에는 바람도 해류도 없을 뿐더러 엄청난 크기의 해왕류가 득실대는 곳이었다. 루피의 고무고무 능력으로 겨우 원래의 해류로 돌아온 고잉메리호는 아피스가 찾던 군함섬에 도달한다. 군함섬의 주민들을 이끄는 포크데 할아버지는 밀짚모자 해적단을 따뜻하게 맞이해 주고 이 섬에 얽힌 끝없는 옛이야기를 들려주기 시작한다. 밤이 되고 루피와 나미는 먹을 것을 챙겨 어디론가 떠나는 아피스를 목격하고 그 뒤를 따라간다. 아피스가 찾아간 곳은 천년용이 숨겨져 있는 한 동굴. 아피스는 소근소근 열매의 능력자로 동물의 마음을 읽는 능력을 활용해 천년용을 보살펴 주고 있었다. 천년용 '유지'는 동료들과 떨어져 나 홀로 용의 고향 '로스트 아일랜드'를 찾아다녔는데, 지금은 기억도 나지 않지만 반드시 돌아가고 싶어했다. 유지를 고향으로 돌려보내기 위해 해군의 도움을 받으려 했지만, 오히려 용골을 노리려 했다는 아피스의 설명. 루피는 유지와 아피스를 위해 지도에도 없는 로스트 아일랜드를 찾아주기로 한다. |    |                                                                                    |                   |                 |   |                  |                             |
| 56 | 56 | "군함섬 탈출 대작전!" "エリック出撃!軍艦島からの大脱出!"                           | 카도타 히데히코   | 다케가미 준키   | - | 2001년 1월 31일  | 2004년 1월 5일              |
| 군한섬에 해군 함대가 도착한 한편, 루피와 나미는 조로, 상디, 우솝에게 아피스의 동굴과 천년용의 존재를 알린다. 유지를 고향으로 옮기기로 약속한 루피 일행은 바퀴 달린 큰 썰매를 만들어 그 위에 유지를 태우고 고잉메리호로 옮기기로 한다. 그 때 선글라스 남자 '선풍의 에릭'과 해군들이 나타나 불로불사의 묘약을 놓치지 말라고 명령한다. 선풍의 에릭은 낫낫 열매 능력자로 회오리바람 기술을 이용해 루피 일행과 대적한다. 하지만 그에 아랑곳않은 루피 일행은 썰매를 산등성이의 내리막길로 밀어 유지를 바다까지 곧바로 이송하는 동시에 해군들의 포위에서 벗어난다. 썰매에 돛이 부러져 전전긍긍하는 해군함을 뒤로 한 채 고잉메리호는 로스트 아일랜드를 찾아 떠다. |    |                                                                                    |                   |                 |   |                  |                             |
| 57 | 57 | "잃어버린 섬을 향하여, 전진!" "絶海の孤島!伝説のロストアイランド"                  | 이케다 요코       | 다케가미 준키   | - | 2001년 2월 7일   | 2004년 1월 12일             |
| 에릭은 천년용을 목격하고도 자신이 차지하겠노라며 넬슨 로얄에게 보고하지 않는다. 이 사실을 알아차린 넬슨 로얄은 분노와 함께 군함섬으로 향하기로 한다. 한편 유지는 로스트 아일랜드의 위치가 군함섬의 동쪽에 있다는 사실을 기억해내고, 아피스는 용의 마을에 도착하면 유지가 건강해질 거라며 기대한다. 유지가 말한 곳에 거의 다다른 순간, 고잉메리호 앞에 유리로 반사되는 듯한 투명 벽이 나타나고, 그 속으로 들어가자 고잉메리호도 자취를 감춰 버린다. 고잉메리호를 뒤쫓던 에릭은 작은 배 한척을 내리라고 명령한다. 나미는 앞서 본 현상이 해수의 온도차로 인한 환영이 아닐까 짐작하지만, 고잉메리호가 들어선 해역은 거센 폭풍우가 몰아치는 별개의 공간이었다. 폭풍우를 빠져나온 고잉메리호 앞에, 드디어 그 누구도 발견하지 못했던 로스트 아일랜드로 보이는 섬이 나타난다. 하지만 아피스는 이곳이 로스트 아일랜드는 아닌 것 같다고 짐작하고, 섬의 오래된 유적에서 천년용의 문양이 새겨진 팬던트를 발견한다. 섬의 유적, 즉 용의 마을로 들어가는 열쇠라 생각한 그 순간, 밀짚모자 해적단과 아피스, 유지가 서 있던 돌바닥이 무너지고 신비로운 지하 공간이 드러난다. |    |                                                                                    |                   |                 |   |                  |                             |
| 58 | 58 | "폐허의 결투, 조로 VS 족제비손톱 에릭" "廃虚の決闘!緊迫のゾロVSエリック"           | 사카이 무네히사   | 다케가미 준키   | - | 2001년 2월 21일  | 2004년 1월 19일             |
| 지하 공간에 갇힌 유지 일행은 그곳의 천장화에서 로스트 아일랜드의 위치와 아피스의 옛 선조들의 흔적을 발견한다. 포크데 할아버지가 말했듯이 군함섬 사람들은 본래 이 섬에서 천년용과 공존하며 살아왔다. 하지만 천장화대로라면 로스트 아일랜드는 군함섬에 해당된다는 것을 알아차린 루피 일행은, 이윽고 유지가 떠올린 기억으로 군함섬이 맞다는 사실을 확인하고 발걸음을 돌린다. 고잉메리호를 따라 섬으로 들어와 덤벼드는 에릭을 조로가 상대하는 사이, 루피 일행은 유지의 썰매를 타고 다시 해안의 고잉메리호로 직진한다. 뒤따라온 조로와 함께 다시 투명벽 밖으로 나온 고잉메리호는 넬슨 제독의 도깨비 함대와 대적한다. |    |                                                                                    |                   |                 |   |                  |                             |
| 59 | 59 | "위기에 빠진 고잉메리호" "ルフィ完全包囲!提督ネルソンの秘策"                       | 후지세 준이치     | 다케가미 준키   | - | 2001년 2월 21일  | 2004년 1월 26일             |
| 넬슨 제독의 함대는 강철 쇠사슬로 서로를 연결, 고잉메리호와 유지를 포위하여 공격에 돌입한다. 좁혀지는 포격 속에 루피와 우솝이 나서 반격하고, 곧이어 루피가 팔을 뻗어 조로, 상디와 함께 제독의 함대로 건너간다. 한편 에릭은 루피와 넬슨 제독을 남겨두고 유지를 접수하겠다고 선언한다. 그러나 그 다음 순간, 쓰러진 아피스를 보고 그동안의 보살핌을 생각한 유지가 마지막 기력을 되살려 포효와 함께 에릭의 나룻배를 박살내버린다. 거기서 멈추지 않고 하늘을 날 수 있게 된 유지였지만 넬슨 제독의 포격에 맞아 바다에 쓰러진다. |    |                                                                                    |                   |                 |   |                  |                             |
| 60 | 60 | "부활하는 천년의 전설" "大空を舞うもの!甦る千年の伝説"                             | 우에다 요시히로   | 타케가미 준키   | - | 2001년 2월 28일  | 2004년 2월 2일              |
| 루피는 유지에게 날아온 넬슨 함대의 척살을 붙잡고, 어디까지나 유지를 용골 취급하는 넬슨에게 유지는 소중한 친구라며 맞선다. 서서히 기력을 다해가던 유지는 다시 한번 엄청난 포효를 하며 다른 천년용들을 불러모은다. 유지가 아피스에게 전하는 말을 들은 루피는 넬슨 함대를 고무고무 도끼 능력으로 박살내 버린다. 모여든 천년용들은 유지의 주검을 중심으로 뱅글뱅글 돌기 시작한다. 유지의 소원을 이뤄주지 못했다며 좌절하는 아피스에게, 루피는 사실 유지가 찾던 곳이 바로 이곳이라 밝힌다. 해수면 속에 잠겨 있던 천년용의 묘지가 떠오르는 것을 본 밀짚모자 해적단은, 천년용들이 모여든 것은 천년에 한 번 이 섬에 모이기 때문이며, 로스트 아일랜드가 알려지지 않은 이유는 그 자체로 너무 긴 시간이기 때문이라는 것을 깨닫는다. 이곳이 유지의 무덤이란 사실을 받아들이지 못하는 아피스에게 루피는 천년 동안 살면서 아피스를 만났던 지난 1년이 가장 행복했다는 유지의 마지막 말을 전한다. 그리고 이곳에 오면 다시 일어서겠다는 유지의 약속대로, 천년용의 새끼가 알을 깨고 태어난다. 아피스와 루피 일행이 유지의 뜻을 이해하고 마을로 돌아가려던 그 때, 에릭이 넬슨을 쓰러뜨리고 그들 앞을 막아선다. |    |                                                                                    |                   |                 |   |                  |                             |
| 61 | 61 | "붉은 대륙의 리버스 마운틴을 넘어라" "怒りの決着!赤い大陸を乗り越えろ!"            | 카도타 히데히코   | 다케가미 준키   | - | 2001년 3월 7일   | 2004년 2월 9일              |
| 에릭이 불노불사의 묘약을 입에 담으며 보물을 나누자고 제안해 오지만, 밀짚모자 해적단과 아피스는 단칼에 거절한다. 루피는 에릭의 칼바람 기술을 몸소 맞으며 고무고무 바주카로 날려 버린다. 아피스는 동료가 되자는 루피의 제안을 사양하고, 군함섬에 남아 옛 선조들처럼 천년용들의 보금자리를 지키겠다고 다짐한다. 해적들을 떠나보낸 아피스는 할아버지에게 자신의 긍지를 밀고 나아가면 꿈은 이루어진다는 것을 배웠다고 고백한다. 나미는 붉은 땅 레드라인에 있는 위대한 항로의 입구가 '리버스 마운틴'이라고 소개한다. 4개 바다의 거센 해류가 리버스 마운틴에 파인 각각의 운하로 들어와 산을 거슬러 오른 뒤, 위대한 항로 방면의 운하로 다시 내려오는 원리이므로, 맨 처음에 벽에 부딪히지 않고 운하를 잘 타기만 하면 알아서 통과하게 된다는 것이었다. 수문으로 들어가기 직전 상디와 우솝이 잡고 있던 키가 부서져 버리면서 벽면에 부딪힐 위기에 처하지만, 고무고무 기술로 몸을 부풀린 루피가 틈새의 완충재 역할을 하여 무사히 운하에 진입한다. 이후 고집스럽게 고잉메리호에 매달려 있던 에릭을 나미가 발차기로 날려 버리고, 고잉메리호는 리버스 마운틴의 정상을 지나 드디어 위대한 항로에 진입한다. |    |                                                                                    |                   |                 |   |                  |                             |